# A Két pasi – meg egy kicsi epizódjainak listája
Ez a szócikk tartalmazza a Két pasi – meg egy kicsi című televíziós sorozat epizódjainak listáját és ismertetőjét. Összesen 262 epizódot vetítettek, az elsőt 2003. szeptember 22-én mutatták be. Magyarországon a Viasat 3 mutatta be az egyes epizódokat, 2008. február 25-ével kezdődően.
Valamennyi epizód egy, a rész során hallható mondat vagy kifejezés után kapta a címét mind angolul, mind magyarul. Ez alól három kivétel van: az első rész hivatalosan a "Pilot" megnevezést kapta, bemutatójakor azonban A legtöbb csaj nem eszik borjút címen futott. Az Alan Harper, a megbízható csontkovács sem hangzik el az epizódban, illetve a Frankenstein és a kanos falusiak című rész címe egy kivágott jelenetben hangzik el (az epizód végi produkciós kártyán Chuck Lorre elmagyarázza, miért maradt ki).
Három epizód címe nem pontos idézet az angol eredetiben (a magyar változatban minden esetben az). A Nem fogok kamaszodó gyerekeket bámulni pia nélkül, a Kik a nagyi vodkás üldözői és a Nem "csokis falat", inkább meghalt a "kiskutyám" című részek angol címei az idézeteknek csak részleteit tartalmazzák.

## Évadáttekintés
|  | Évad | Epizódok | Premier              | Finálé            | magyar premier       |
|  | ---- | -------- | -------------------- | ----------------- | -------------------- |
|  | 1    | 24       | 2003. szeptember 22. | 2004. május 24,   | 2008. február 25.    |
|  | 2    | 24       | 2004. szeptember 20. | 2005. május 23.   | 2008. március 28.    |
|  | 3    | 24       | 2005. szeptember 19. | 2006. május 22.   | 2008. május 1.       |
|  | 4    | 24       | 2006. szeptember 18. | 2007. május 14.   | 2008. június 4.      |
|  | 5    | 19       | 2007. szeptember 24. | 2008. május 19.   |                      |
|  | 6    | 24       | 2008. szeptember 22. | 2009. május 18.   |                      |
|  | 7    | 22       | 2009. szeptember 21. | 2010. május 24.   |                      |
|  | 8    | 16       | 2010. szeptember 20. | 2011. február 14. | 2011. szeptember 2.  |
|  | 9    | 24       | 2011. szeptember 19. | 2012. május 14.   | 2012. november 9.    |
|  | 10   | 23       | 2012. szeptember 27. | 2013. május 9.    | 2013. augusztus 23.  |
|  | 11   | 22       | 2013. szeptember 26. | 2014. május 8.    | 2015. augusztus 12.  |
|  | 12   | 16       | 2014. október 30.    | 2015. február 19. | 2015. szeptember 15. |

## Első évad (2003–2004)
| Sor. | Év. | Cím | Rendező          | Premier                                | Nézettség    |
| --- | --- | --- | ---------------- | -------------------------------------- | ------------ |
| 1. | 1.  | A legtöbb csaj nem eszik borjút (Pilot (Most Chicks Won't Eat Veal))                                                      | James Burrows    | 2003. szeptember 22. 2008. február 25. | 18,44 millió |
| A hedonista agglegény Charlie Harper élete fenekestől felfordul, amikor a válása után beköltözik a házába Alan, és az unokaöccse, Jake. Alan sikertelenül próbálja meg helyrehozni a házasságát, és amikor azt látja, hogy Charlie pókerezni viszi Jake-et, úgy dönt, hogy inkább az anyjához, Evelynhez költöznek. Jake jobban kedveli Charlie-t, ezért aztán végül mégis meggondolja magát. Közben Charlie egyéjszakás kalandja, a szomszédban lakó Rose, elkezd Charlie nyomában járni. Az epizód címe: Charlie mondja, amikor Alan megjegyzi, hogy szerinte Judith leszbikus, és borjút ettek egy étteremben. |     | |                  |                                        |              |
| 2. | 2.  | Csapkodós rohadékok (Big Flappy Bastards)                                                                                 | Andy Ackerman    | 2003. szeptember 29. 2008. február 26. | 16,18 millió |
| Jake sirályokat etet, amit Charlie, aki utálja őket, nem néz jó szemmel. A végeredménye az lesz, hogy madarak szállják meg a szobáját. Charlie rettentő mérges lesz, és megvonja a szeretetét Jake-től. Közben Alan a házasságuk helyrehozása érdekében folyton átjárkál megjavítani ezt-azt Judith-hoz, de a végén rájön, hogy igazából tényleg csak kihasználták. Az epizód címe: Charlie jellemzi így a sirályokat, amit berepültek. |     | |                  |                                        |              |
| 3. | 3.  | Menjen keletre a Sunseten, amíg el nem éri a pokol kapuját (Go East on Sunset Until You Reach the Gates of Hell)          | Andy Ackerman    | 2003. október 6. 2008. február 27.     | 14,82 millió |
| Jake beteg lesz és haza akar költözni Judith-hoz. Amikor a tengerimalaca is megdöglik, azt Alan jelként értékelni, mintegy csapásként, ami az életét sújtja. Lerészegedik Charlie-val, és ezután közösen elhatározzák, hogy beolvasnak az anyjuknak a sérelmeikért, de csúfosan leégnek. Az epizód címe: Charlie mondja a taxisofőrnek, hogy merre van Evelyn háza. |     | |                  |                                        |              |
| 4. | 4.  | Ha már nem tudom megírni a csokidalt, akkor szundítok egyet (If I Can't Write My Chocolate Song, I'm Going to Take a Nap) | Andy Ackerman    | 2003. október 13. 2008. február 28.    | 14,73 millió |
| Charlie bejárónője, Berta felmond, mert nem tudja elviselni Alan parancsolgatásait. Alan megpróbálja átvenni a feladatait, de mikor látja, hogy hiányzik Charlie-nak, megpróbálja visszacsábítani őt. Közben Charlie megpróbálja felkészíteni Jake-et, mert az anyja jön érte, ő viszont a biciklije láncának javításával van elfoglalva. Az epizód címe: Charlie mondja, miután elvesztette az inspirációját egy reklámdalhoz. |     | |                  |                                        |              |
| 5. | 5.  | Úgy hiányzik, mint egy púp a hátadra (The Last Thing You Want to Do Is Wind Up with a Hump)                               | Andy Ackerman    | 2003. október 20. 2008. február 29.    | 15,24 millió |
| Habár Charlie az előző éjszakát Las Vegasban töltötte, ami miatt kimerült és másnapos, megígéri Jake-nek, hogy elmegy a focimeccsére. Vele tart Alan is. Mindketten találkoznak egy-egy anyukával, akikről kiderül egy s más. Az epizód címe: Alan mondja, miközben masszírozza az egyik anyukát. |     | |                  |                                        |              |
| 6. | 6.  | A repülő majmok kapitányát is felhívtad? (Did You Check with the Captain of the Flying Monkeys?)                          | Andy Ackerman    | 2003. október 27. 2008. március 3.     | 15,82 millió |
| Charlie az anyja új udvarlójának a lányával randizott, ezért mikor megtudja a kilétét, igyekszik őt elkerülni. Mikor ezt az udvarló megtudja, szakít Evelynnel, de nem azért, ami a lányával történt, hanem mert összejött egy másik nővel. Evelyn bánatában minden percét a fiaival tölt, akiknek kezd az idegeire menni. Az epizód címe: Charlie mondja Alannek, mikor az bejelenti, hogy az anyjuk eltűnt. |     | |                  |                                        |              |
| 7. | 7.  | Ha bármelyik lehetne, rendszerint hamis (If They Do Go Either Way, They're Usually Fake)                                  | Andy Ackerman    | 2003. november 3. 2008. március 4.     | 16,02 millió |
| Judith ideges lesz, amikor megtudja, hogy Jake lerajzolta Charlie egyik félmeztelenül a házban flangáló szeretőjének a tetoválását. Charlie le akarja fektetni, de a lány csak szörfözés után jön be a házba lefürdeni, és semmi másra nem hajlandó. Mikor Judith találkozik vele, összebarátkoznak és sülve-főve együtt lesznek, ami miatt Alan azt hiszi, hogy leszbikus kapcsolat van köztük. Közben Jake leckét kap az igazi és a szilikonmellek összehasonlításának témájában. Az epizód címe: Charlie ad leírást a mellimplantátumokról Jake-nek, miközben két bikinis szörföst néznek.                     |     | |                  |                                        |              |
| 8. | 8.  | Nem fogok kamaszodó gyerekeket bámulni pia nélkül (Twenty-Five Little Pre-pubers Without a Snootful)                      | Chuck Lorre      | 2003. november 10. 2008. március 5.    | 15,81 millió |
| Alan elcsalja Charlie-t Jake osztályának zenés előadásának szervezésére, amit egyáltalán nem élvez. Ezalatt Alan rájön, hogy Judith beadta a válópert és emiatt nem boldog. Miközben ezen veszekednek, Charlie hangulata hirtelen megváltozik, amikor a gyerekek rájönnek, hogy ő írta a kedvenc dalaikat. Ezért aztán ezeket a dalokat választják az előadásra is. Az epizód címe: Charlie mondja, amikor ki van borulva, hogy gyerekek közé kell mennie. |     | |                  |                                        |              |
| 9. | 9.  | Egyes pont: teljesítve (Phase One, Complete)                                                                              | Andy Ackerman    | 2003. november 17. 2008. március 6.    | 15,98 millió |
| Charlie ki akarja rúgni a barátnőjét, de mivel a nő közel áll Jake-hez, ezért roppant nehézségekbe ütközik. Később észreveszi, hogy mintha szándékosan akarna jóban lenni a családtagjaival, hogy ne tudjon megszabadulni tőle. Közben Alan és Rose Scrabble-t játszanak, és kiderül, hogy Rose Alanen keresztül akar közelebb kerülni Charlie-hoz. Az epizód címe: Rose mondja, amikor Charlie megemlíti, hogy úgy hiszi, hogy ő és Alan csak barátok. |     | |                  |                                        |              |
| 10. | 10. | Boldog hálaadást! (Merry Thanksgiving)                                                                                    | Jay Sandrich     | 2003. november 24. 2008. március 7.    | 17,14 millió |
| Hogy Charlie bebizonyítsa régi barátnője, Lisa előtt, hogy felelősségteljes családi ember, elhatározza, hogy hálaadási vacsorát rendez, ahová mindenkit meghív, Judith szüleit is beleértve. Az este botrányba fullad, amikor Evelyn leszbikusnak nevezi Judith-ot, akinek a szülei a válás során Alan pártját fogják. Az epizód címe: Charlie köszönti így az érkező Lisát. |     | |                  |                                        |              |
| 11. | 11. | Alan Harper, a megbízható csontkovács (Alan Harper, Frontier Chiropractor)                                                | Robert Berlinger | 2003. december 15. 2008. március 10.   | 14,77 millió |
| Charlie és Alan a moziban találkoznak Judith új barátjával, aki nem más, mint Jake fociedzője. Mivel Judith is megváltoztatta a külsejét, és Jake is beszól neki, Alan úgy dönt, hogy úgy veszi fel a kesztyűt, hogy Charlie segítségével új imidzset farag magának. Ezalatt Jake-et Evelyn gondjaira bízzák. Az epizód címe nem hangzik el a részben, csak utalás arra, hogy ez lenne a szuperhős-neve az átalakulása után Alannek. |     | |                  |                                        |              |
| 12. | 12. | Feromonos cigiszag (Camel Filters + Pheromones)                                                                           | Robert Berlinger | 2004. január 5. 2008. március 11.      | 16,75 millió |
| Berta kénytelen magával hozni a munkába az unokáját, a 16 éves Prudence-t, aki szemérmetlenül viselkedik a házban. Alan és Charlie mindent megtesznek, hogy ne essenek kísértésbe, és igyekeznek őt eltitkolni Judith elől. Az epizód címe: Berta így írja le Prudence illatát Jake-nek. |     | |                  |                                        |              |
| 13. | 13. | Sarah bírja Vézna Alant (Sarah Like Puny Alan)                                                                            | Robert Berlinger | 2004. január 12. 2008. március 12.     | 17,86 millió |
| Charlie végre összehoz egy dupla randit, és szeretné magával vinni Alant is. Ő viszont elkapott Jake-től egy nagyon csúnya influenzát, így, hogy idejében kigyógyítsa, gőzfürdőbe viszi. A terv balul sül el, amikor Charlie is beteg lesz. Az epizód címe: Alan imitálja az egyik nőt, akibe belebotlott a duplarandi alatt. |     | |                  |                                        |              |
| 14. | 14. | Nincs pénzem hiénákra sem (I Can't Afford Hyenas)                                                                         | Rob Schiller     | 2004. február 2. 2008. március 13.     | 16,48 millió |
| Charlie hitelkártyáját visszautasítják, ezért ellátogat a könyvelőjéhez. Itt megtudja, hogy gyorsabban költi a pénzt, mint ahogy a bevételei jönnek. Alan tippeket ad a bátyjának, hogyan spórolhat, de végül úgy tűnik, hogy kölcsön kell kérnie. Először az anyját akarja megkérni, de Evelyn megalázó feltételekhez kötné, így Rose-tól fogadja el. Az epizód címe: Charlie mondja, amikor rájön, hogy nem tud arra költeni, amire szeretné. |     | |                  |                                        |              |
| 15. | 15. | 1-0 az őrült, de dögös csajnak (Round One to the Hot Crazy Chick)                                                         | Andrew D. Weyman | 2004. február 9. 2008. március 14.     | 16,96 millió |
| Alan ellenkezése ellenére Charlie a pártfogásába vesz egy nőt, Frankie-t, aki szemlátomást dilis, és amikor rátalálnak, épp egy autót vert szét egy parkolóházban. Beköltözteti magukhoz a házba, másnap viszont a nyolcéves kislányával együtt jelenik meg. Az epizód címe: Charlie mondja, miután Frankie közli, hogy nem fog vele lefeküdni. |     | |                  |                                        |              |
| 16. | 16. | Ez marha nyálas volt, Alan (That Was Saliva, Alan)                                                                        | Andrew D. Weyman | 2004. február 16. 2008. március 17.    | 17,39 millió |
| Frankie és a lánya szökésben vannak, ezért kell bujkálniuk. A kislány beleszeret Jake-be, aki viszont egyáltalán nem tud mit kezdeni a helyzettel. Alan és Frankie összejönnek és randiznak is, de végül Frankie úgy dönt, a leghelyesebb, ha odébbáll. Az epizód címe: Charlie mondja Alannek a szerelmi vallomása után. |     | |                  |                                        |              |
| 17. | 17. | Edd a hamburgert, hordd a sapkát (Ate the Hamburgers, Wearing the Hats)                                                   | Andrew D. Weyman | 2004. február 23. 2008. március 18.    | 16,48 millió |
| Haláluk esetére Alan az unokatestvéreit nevezte meg Jake gyámjaiként, ami feldühíti Charlie-t. Egy véletlen kosárlabda-baleset mindent megváltoztat, amikor Charlie-nak kell ellátnia a megsérült Jake-et. Az epizód címe: Charlie mondja, amikor leplezni próbálja, hogy össze kellett varrni Jake fejét. |     | |                  |                                        |              |
| 18. | 18. | Felgyúlt egy régi láng új kanóccal (An Old Flame with a New Wick)                                                         | Andrew D. Weyman | 2004. március 1. 2008. március 19.     | 17,1 millió  |
| Charlie-t egy régi barátnője, Jill hívja el randira. Felkészül a nagy eseményre, de a bárban tudja meg, hogy Jill új neve most már Bill, mert átoperáltatta magát. Berta remekül szórakozik, amikor megtudja, hogy Bill és Evelyn randevúznak. Az epizód címe: Berta megjegyzése Billről. |     | |                  |                                        |              |
| 19. | 19. | A ruhatárra emlékszem, rád nem emlékszem (I Remember the Coatroom, I Just Don't Remember You)                             | Gail Mancuso     | 2004. március 22. 2008. március 20.    | 16,43 millió |
| Jake születésnapi buliján megjelenik Liz, Judith húga, akivel Charlie a ruhatárban szexelt Alanék esküvője alatt. Mivel Alan már szabad, rástartolhatna, amit Judith igyekszik megakadályozni. Közben Evelyn részegen botrányt csinál. Az epizód címe: Liz mondja, amikor Charlie bemutatkozik neki. |     | |                  |                                        |              |
| 20. | 20. | Már tudok kint pisilni sötétben (Hey, I Can Pee Outside in the Dark)                                                      | Gary Halvorson   | 2004. április 19. 2008. március 21.    | 14,58 millió |
| Jake egyfolytában a "Smoke On The Water-"t játssza a gitárján, amit a felnőttek úgy értékelnek, hogy a válás miatti depresszió miatt van. Elhatározzák, hogy szakértőhöz küldik, aki nem jár sikerrel - Berta viszont igen, miután szilvalevet ad neki, mert kiderül, hogy szorulása volt. Az epizód címe: Alan jegyzi meg, miután Charlie rájön, hogy gyerekként ő is járt terapeutához. |     | |                  |                                        |              |
| 21. | 21. | Se szimat, se hűha (No Sniffing, No Wowing)                                                                               | Rob Schiller     | 2004. május 3. 2008. március 24.       | 16,2 millió  |
| Charlie lefekszik Alan válóperes ügyvédnőjével, aki megfenyegeti, hogy tönkreteszi az öccsét, ha szakít vele. Miután ez mégis megtörténik, Alan vagyona Judith-hoz kerül, a nő pedig Charlie nyomában kezd el járni. Az epizód címe: Alan megmondja Charlie-nak, hogy mit nem tehet az ügyvédjével. |     | |                  |                                        |              |
| 22. | 22. | A dokinak van egy tehénbábuja (My Doctor Has a Cow Puppet)                                                                | Gail Mancuso     | 2004. május 10. 2008. március 25.      | 16 millió    |
| Alan alvajárni kezd, Charlie szerint azért, mert teljesen ki van borulva a válása miatt, és ez így csapódik le nála. Megpróbálja változatos módszerekkel kezelni az öccse baját, többek között prostituáltakat is felbérel. Eközben Jake-nek egy gyermekpszichiáterhez, Dr. Freemanhez kell járnia, és mikor Charlie-nak nincs több ötlete, elviszi hozzá Alant is. Az epizód címe: Jake mesél a tapasztalatairól a terapeutánál Evelynnek. |     | |                  |                                        |              |
| 23. | 23. | Mint a bölények (Just Like Buffalo)                                                                                       | Rob Schiller     | 2004. május 17. 2008. március 26.      | 15,2 millió  |
| Jake elfecsegi Judith barátnői előtt, hogy Charlie milyen negatív jelzőket használ a nőkre - többek között azt, hogy ha van egy nő, akivel lefeküdhet, és egy másik, aki takarít, akkor nem kell megnősülnie. Ezt hallva Judith megtiltja, hogy Jake átmenjen a hétvégére az apjához. Charlie felajánlja, hogy a nők menjenek át hozzá, nézzék meg, hogy is él. Az epizód címe: Charlie mondja ezt Judith barátnőire. |     | |                  |                                        |              |
| 24. | 24. | Érzi az ujjamat? (Can You Feel My Finger?)                                                                                | Rob Schiller     | 2004. május 24. 2008. március 27.      | 18,16 millió |
| Miután egy randijáról úgy hiszi, hogy terhes lett - de aztán kiderül, hogy mégsem -, Charlie elhatározza, hogy vazektómiára megy. Eleinte örül neki, mert az látja, hogy milyen nehéz a gyerekekkel,. de mikor meglátja, hogy az orvosa milyen boldog lesz attól, hogy megtudja, hogy apa lesz, meggondolja magát, és inkább elcsábítja a csinos asszisztensnőjét. Az epizód címe: az orvos kérdezi, hogy megtudja, sikeres-e az érzéstelenítés. |     | |                  |                                        |              |

## Második évad (2004–2005)
| Sor. | Év. | Cím                                                                                       | Rendező        | Premier                                | Nézettség    |
| --- | --- | ----------------------------------------------------------------------------------------- | -------------- | -------------------------------------- | ------------ |
| 25. | 1.  | Akadj le, Mary Poppins! (Back off Mary Poppins!)                                          | Pamela Fryman  | 2004. szeptember 20. 2008. március 28. | 16,44 millió |
| Alan megtudja, hogy a bátyja híres emberekkel szokott találkozgatni, ezért könyörög, hogy egyszer ő is hadd vegyen részt egy ilyen alkalmon. Charlie megtiltja ezt, mire Alan megpróbálja megkeresni a régi barátait, de őket Judith mind ellene fordította. Végül Charlie megszánja és engedi, hogy velük tartson, de irritáló viselkedése miatt végül hozzákötözik egy utcai lámpához. Az epizód címe: Sean Penn mondja Elvis Costellónak, amikor az felemlegeti, hogy sosem beszél a testvéreiről. |     |                                                                                           |                |                                        |              |
| 26. | 2.  | Élvezd a golyókat (Enjoy those garlic balls)                                              | Pamela Fryman  | 2004. szeptember 27. 2008. március 31. | 16,44 millió |
| Judith Jake orvosával, Herb-bel (ebben az epizódban még Greg) randizik, ami irritálja Alant - egészen addig, míg Charlie fel nem világosítja, hogy ha Judith újra férjhez menne, nem kellene több tartásdíjat fizetnie. Ezért mindent megtesz, hogy összebarátkozzon vele. Miközben masszírozza a nyakát, belép Judith, és Herb nyaka úgy megsérül, hogy még több pénzt kell kifizetnie emiatt. Evelyn meglátogatja Charlie-t és értetlenkedik, hogy a fia miért utálja őt. Charlie minden lehetőséget megragad, csak erről ne kelljen beszélnie vele. Az epizód címe: Charlie jókívánsága Judith-nak a hamarosan érkező fokhagymás golyókhoz. |     |                                                                                           |                |                                        |              |
| 27. | 3.  | Kleopátra nem egy fodrászlány volt (A bag full of jawea)                                  | Pamela Fryman  | 2004. október 4. 2008. április 1.      | 16,43 millió |
| Miss Pasternak, Jake tanárnője meg akarja büntetni a fiút, rossz viselkedéséért. Charlie megpróbálja valahogy rábeszélni, hogy ne tegye, s végül mindketten az ágyban kötnek ki. Alan ellenzi a randevúzgatást, de mikor rájön, hogy Jake csupa jó jegyeket kap, nincs kifogása. Csakhogy Charlie-t zavarni kezdi Miss Pasternak túlzott lelkesedése. Az epizód címe: Alan olvassa Jake dolgozatában a hibás válaszokat. |     |                                                                                           |                |                                        |              |
| 28. | 4.  | Na jó, kérem a melltartómat! (Go get mommy’s bra)                                         | Pamela Fryman  | 2004. október 11. 2008. április 2.     | 17,15 millió |
| Alan dühös, mert Herb és Jake kitűnően kijönnek egymással. Közben Evelyn kölcsönkéri Charlie autóját, hogy lenyűgözzön egy szaúdi herceget egy házeladás érdekében, az övét pedig addig Charlie-nak adja. Jake-et ezen az autón tanítják a fiúk vezetni. Herb és Judith szakítanak, Alan pedig próbálja megvigasztalni, aminek az lesz a vége, hogy az ágyban kötnek ki. Az epizód címe: Evelyn mondja Charlie-nak, hogy az adja vissza a drága melltartóját, amit az autóban felejtett. |     |                                                                                           |                |                                        |              |
| 29. | 5.  | Vérplazmát szállítasz? (Bad news from the clinic)                                         | Pamela Fryman  | 2004. október 18. 2008. április 3.     | 16,28 millió |
| Charlie találkozik egy nővel, Sherrivel, akiben emberére akad: úgy tűnik, ezúttal a nő akarja őt kihasználni, és nem fordítva, ahogy általában lenni szokott. Eközben Alan próbálja Jake-kel megoldani a házi feladatát, miközben ő amiatt dühös, hogy Charlie mindig megeszi a hűtőből a kajáját. Az epizód címe: Alan viccelődik Charlie-val. |     |                                                                                           |                |                                        |              |
| 30. | 6.  | A nyugodt élet titka a folytonos éberség (The price of healthy gums is eternal vigilance) | Pamela Fryman  | 2004. október 25. 2008. április 4.     | 17,25 millió |
| Egy családi ebéd során Evelyn fellebbenti a fátylat Alan egy gyerekkori sötét titkáról: kiskorában ellopott egy játékautót egy boltból. Alan megretten, hogy hátha ez azt jelenti, hogy neki is van egy sötét oldala, amíg Charlie be nem vallja neki, hogy igazából ő volt a tolvaj, csak rákente az egészet. Alan úgy érzi, képtelen megbocsátani a bátyjának, és el akar költözni. Később az is kiderül, hogy nem Alan volt az, aki gyerekként ágybavizelt. Az epizód címe: Alan válaszolja Charlie-nak arra a kérdésére, hogy miért használ fogselymet minden étkezés után.                                                                |     |                                                                                           |                |                                        |              |
| 31. | 7.  | Egy kóser vágóhíd Fontanaban (A kosher slaughterhouse out in Fontana)                     | Pamela Fryman  | 2004. november 8. 2008. április 7.     | 16,04 millió |
| Charlie és Alan meglepetésbulit szerveznek az anyjuknak a házukban. Berta megkéri a testvérét, Daisy-t, hogy segítsen a szervezésben, de egyfolytában egymással civakodnak. Charlie beszél Daisy-vel, de ennek egyéb következményei is lesznek. Judith közben amiatt mérges, hogy Jake-et megtanították szarkasztikusan beszélni. Az epizód címe: Daisy mondja, hogy hol ismerkedtek meg a férjével. |     |                                                                                           |                |                                        |              |
| 32. | 8.  | Frankenstein és a kanos falusiak (Frankenstein and the Horny Villagers)                   | Pamela Fryman  | 2004. november 15. 2008. április 8.    | 17,47 millió |
| Alan találkozik egy Nancy nevű nővel a zöldségesnél, aki a jelek szerint minden vágyát kielégíti, ezért Charlie-nak kell vigyáznia Jake-re. Alan alig pár nap után megkéri a kezét, de ekkor kiderül, hogy a nő férje hamarabb tért vissza a vakációról. Az epizód címe: egy törölt jelenetben mondja Rose Charlie-nak, hogy látta Alant üldözni Nancyt a ház körül. |     |                                                                                           |                |                                        |              |
| 33. | 9.  | Igenis, atyám! (Yes, monsignor)                                                           | Pamela Fryman  | 2004. november 22. 2008. április 9.    | 18,94 millió |
| Charlie megszökik az egyik randija elől. Egy kávézóban köt ki, ahol találkozik a régi barátnőjével, Lisával, aki már kisgyerekes anyuka. Alan véletlenül rányit Charlie otthon maradt nőjére, aki megtámadja őt, Jake pedig ennek tudatában kezdi el zsarolni az apját; és közben azt is megmagyarázza, miért kap folyton rossz jegyeket. Az epizód címe: Lisa mondja, amikor Charlie arra kéri, hogy beszéljen úgy az ágyban, mint egy katolikus iskoláslány. |     |                                                                                           |                |                                        |              |
| 34. | 10. | Beteszem a lazacot a pulcsim alá (The Salmon under my sweater)                            | Pamela Fryman  | 2004. november 29. 2008. április 10.   | 17,88 millió |
| Charlie legújabb munkája, hogy dalt kell írnia az "Osikuru, a démonszamuráj" című képregény rajzfilmváltozatához. Az első verzió nem tetszik Jake-nek, ezért ketten próbálnak újat írni. Közben Alan és Rose találkozgatni kezdenek. Az epizód címe: Rose mondja Alannek, hogy tervezi becsempészni a vacsorájukat a moziba. |     |                                                                                           |                |                                        |              |
| 35. | 11. | Utolsó esély, hogy lásd a tetkóm (Last Chance to See Those Tattoos)                       | Pamela Fryman  | 2004. december 13. 2008. április 11.   | 16,22 millió |
| Charlie megdöbben, hogy minden nő megvetéssel beszél róla a bárban, mindenki, akivel csak megpróbálna randizni. Jake megmutatja neki, hogy ez azért van, mert valaki egy őt gyalázó weblapot üzemeltet. Hogy elérje a weboldal törlését, minden nőtől bocsánatot kér, akit valaha megsértett, de az oldal csak akkor tűnik el, amikor Rose-hoz is bekopogtat. Eközben Alan azt hiszi, hogy Judith újra szerelmes belé, mert félreért egy beszélgetést. Az epizód címe: Berta mondja Alannek, mikor szóba kerül, hogy van több tetoválása is.                                                                                                   |     |                                                                                           |                |                                        |              |
| 36. | 12. | Ha igazi felüdülést akarsz, akkor foglalkozz Alannel (A lung full of Alan)                | Pamela Fryman  | 2005. január 3. 2008. április 14.      | 18,03 millió |
| Alan irigy a bátyjára, mert egy régi osztálytársuk, Jamie Eckelberry, aki azóta gyönyörű nő lett, többet foglalkozik Charlie-val, mint vele. Felfedi, hogy mindezt csak azért csinálta, hogy a gyerekkori csúfolódások miatt Charlie orra alá dörgölhesse, hogy őt nem kaphatja meg. Alan is bepróbálkozik, de ő is csúfos kudarcot vall. Az epizód címe: Charlie bizonygatja Jamie-nek, hogy az öccse jobb ember, mint ő. |     |                                                                                           |                |                                        |              |
| 37. | 13. | Zejdz z Zmoich Wlosów (Zejdz z Zmoich Wlosów)                                             | Pamela Fryman  | 2005. január 17. 2008. április 15.     | 18,14 millió |
| Miután egy földrengésben megsérül a házuk, Alan megengedi, hogy Judith náluk lakhasson, amíg a javítás be nem fejeződik. Mikor randira megy, Alan féltékenykedni kezd, amivel csak azt éri el, hogy kizárják a házból. Cserébe Charlie megismerteti egy szép nővel, hogy visszavághasson. Az epizód címe: Charlie mondja Alannek, hogy szerinte hogyan kell mondani lengyelül, hogy menjen gyorsabban. |     |                                                                                           |                |                                        |              |
| 38. | 14. | Az a nagy pink bigyó kókusszal (Those big pink things with coconut)                       | Pamela Fryman  | 2005. január 31. 2008. április 16.     | 17,01 milliü |
| Alan és Charlie segítenek Jake-nek a történelemházi elkészítésében. Evelyn is megérkezik, aki lesújtóan vélekedik a dolgokról és Jake-ről, mire Alan megtiltja, hogy láthassa az unokáját. Nem sokkal később megtudják, hogy az anyjukat kórházba vitték, de arra is rájönnek, hogy az egész csak átverés, ezért belemennek a színjátékba. Az epizód címe: a részeg Charlie mondja Jake-nek, hogy mi a kedvenc desszertje. |     |                                                                                           |                |                                        |              |
| 39. | 15. | Szagold meg a napernyőket! (Smell the umbrella stand!)                                    | Pamela Fryman  | 2005. február 7. 2008. április 17.     | 16,75 millió |
| Alan idegeskedik egy közelgő orvosi beavatkozás miatt, ezért Charlie invitálására Las Vegasba indulnának, hogy ellazuljon egy kicsit. Jake azonban beteg lesz, és Judith is dühös lesz, amikor megtudja, hogy hármasban akarnak elindulni. Berta közben úgy dönt, bulit szervez, amíg üres a ház. Az epizód címe: Alan mondja Judith-nak, amikor az nem akarja elhinni, hogy Jake beteg. |     |                                                                                           |                |                                        |              |
| 40. | 16. | Lehet emberhúst enni zápfogakkal? (Can you eat human flesh with wooden teeth?)            | Pamela Fryman  | 2005. február 14. 2008. április 18.    | 16,78 millió |
| Mivel Judith elutazik, ezért egész héten Alan vigyáz Jake-re. Egy nehéz nap után elfelejti elhozni őt a suliból, ezért Charlie-t kéri meg, hogy másnap ő figyeljen oda rá. Charlie azonban ugyanolyan hanyag és feledékeny. Az epizód címe: Jake írja a házi feladatában, mint egy kérdést George Washingtonhoz. |     |                                                                                           |                |                                        |              |
| 41. | 17. | Juhé, vizsgálja meg! (Whoo-hoo, a Hernia exam)                                            | Pamela Fryman  | 2005. február 21. 2008. április 21.    | 17,5 millió  |
| Bertának elege lesz abból, hogy Jake nem tud rendet tartani a fürdőszobában, ezért rábízza a takarítást. Charlie hátfájdalmai miatt kórházba kerül, ahol az orvosáról kiderül, hogy korábban randizott vele. Az epizód címe: Charlie mondja, miután kapott egy fájdalomcsillapító injekciót. |     |                                                                                           |                |                                        |              |
| 42. | 18. | A Gigi volt, anya (It was Mame, mom)                                                      | Pamela Fryman  | 2005. március 7. 2008. április 22.     | 17,45 millió |
| Charlie-t egy híres meleg reklámügynök, Eric invitálja el az egyik bulijába. Kénytelen megjátszani, hogy homoszexuális, ezért megkéri Alant, hogy játssza el, hogy ő a szeretője. Charlie szemet vet Eric exnejére, aki viszont úgy gondolja, hogy meleg - miközben Eric Alanre vet szemet. Az epizód címe: Charlie javítja ki az anyját, hogy melyik karakternek öltözött be gyerekként. |     |                                                                                           |                |                                        |              |
| 43. | 19. | Mélyről feltörő torokhangú nyögés (A low, guttural tongue-flapping noise)                 | Gary Halvorson | 2005. március 21. 2008. április 23.    | 15,92 millió |
| Charlie véletlenül szemendobja Alant, akinek emiatt orvoshoz kell mennie. Hazafelé menet találkoznak a kávézóban Sherrivel, akibe Alan beleszeret. Ám hiába hívja el randira, mindig az jut eszébe, hogy mit művelhettek a bátyjával, amíg vele volt együtt. Az epizód címe: így feliratozzák a hangot, amit Alan ad ki Charlie azon megjegyzésére, hogy Sherri egy másik bolygóról jött. |     |                                                                                           |                |                                        |              |
| 44. | 20. | A lelkem mélyén szerettem volna egy gyantázott majmot (I always wanted a shaved monkey)   | Asaad Kelada   | 2005. április 18. 2008. április 24.    | 17,13 millió |
| Alant az exneje, Charlie-t pedig az anyjuk húzza fel idegileg, aminek az lesz a vége, hogy egymással is összevesznek. A kettejük közti feszültséget Rose próbálja meg feloldani. Az epizód címe: Charlie mondja Rose-nak, miért terjesztette el annak idején Alanről, hogy egy gyantázott majom. |     |                                                                                           |                |                                        |              |
| 45. | 21. | Szimpátiasírás (A sympathetic crotch to cry on)                                           | Pamela Fryman  | 2005. május 2. 2008. április 25.       | 17,93 millió |
| Evelyn megtudja, hogy a második férje meghalt, ezért mindannyian elutaznak a temetésére. Még Jake is, aki különösen izgatott. Charlie kihasználja az alkalmat és megismerkedik a friss özveggyel, Alan pedig lerója kegyeletét a férfi előtt. Evelyn felfedi a fiúknak, hogy valójában őt hagyták el, és nem ő a férfit. Jake a játékkonzolját véletlenül a koporsóban felejti. Az epizód címe: Alan mondja, amikor megvádolja Charlie-t, hogy rá akar mozdulni az özvegyre. |     |                                                                                           |                |                                        |              |
| 46. | 22. | Az a vén szatyor az én édesanyám (That old hose bag is my mother)                         | Gary Halvorson | 2005. május 9. 2008. április 28.       | 17,96 millió |
| Alan egy új sportautót vesz, amit mindenki nőiesnek tart. A pénzt az anyjától kapta kölcsön, aki persze nem rest behajtani rajta a pénzt: duplarandira viszi a fiát, ahol aztán végül egyedül hagyja Trudyval, az alkoholista barátnőjével. Az epizód címe: Alan mondja Trudynak, amikor az megjegyzi, hogy az apja egy vén szatyorral van együtt. |     |                                                                                           |                |                                        |              |
| 47. | 23. | Squab, Squab, Squab, Squab, Squab (Squab, Squab, Squab, Squab, Squab)                     | J.D. Lobue     | 2005. május 16. 2008. április 29.      | 24,24 millió |
| Mikor rájön, hogy Jake a tavaszi szünetben az anyai nagyszüleinél volt, elhatározza, hogy ő is több időt tölt az unokájával. Alan és Charlie ezt nem tartják jó ötletnek, de egy este után a bárban megnyugszanak. Közben Jake teljesen a nagyanyja idegeire megy fura szokásaival. Az epizód címe: Jake mondja ki különféle hangokon a squab (sült galambfióka) nevét. |     |                                                                                           |                |                                        |              |
| 48. | 24. | Neked nem fura ez a szag? (Does something smell funny to you?)                            | Pamela Fryman  | 2005. május 23. 2008. április 30.      | 14,34 millió |
| Jake-nek fel kell olvasnia a hétvégéjéről szóló esszét az osztályban. Ebből kiderül, hogy Charlie lefeküdt egy idős úr, Norman fiatal feleségével, amit az öreg megtud és bosszúszomjasan megjelenik a Harper-házban. Mikor azonban megjelenik Evelyn, rögtön felkelti az érdeklődését. Evelyn moziba küldi a fiait, Jake-et és Bertát, hogy csak az övék legyen a ház, de leleplezik őket. Jake teljesen homályban van a történtekkel kapcsolatosan, mert ő csak az elveszett Game Boyát keresi mindenütt. Az epizód címe: Jake kérdezi Alantől a Game Boy kapcsán, amit véletlenül levizelt.                                                 |     |                                                                                           |                |                                        |              |

## Harmadik évad (2005–2006)
| Sor. | Év. | Cím                                                                                      | Rendező        | Premier                             | Nézettség    |
| --- | --- | ---------------------------------------------------------------------------------------- | -------------- | ----------------------------------- | ------------ |
| 49. | 1.  | Egy hétvége Bangkokban két tornászlánnyal (Weekend in Bangkok with two olympic gymnasts) | Gary Halvorson | 2005. szeptember 19. 2008. május 1. | 15,04 millió |
| Alan meg akarja javítani a tetőantennát, de lezuhan a magasból és megsérül. Mivel így nem tudja vállalni Jake hétvégi felügyeletét, le akarja mondani azt, de Charlie örömmel elvállalja helyette - egészen addig, amíg a srác a viselkedésével teljesen ki nem borítja. Az epizód címe: Charlie mondja Alannek a sérüléseivel kapcsolatosan. |     |                                                                                          |                |                                     |              |
| 50. | 2.  | Az igazgató leszbi párja (Principal Gallagher’s lesbian lover)                           | Gary Halvorson | 2005. szeptember 26. 2008. május 2. | 14,37 millió |
| Jake illetlen képet rajzol egy nagymellű iskolatársáról, ami miatt berendelik Alant az igazgatóhoz. Amíg távol van, megkéri Charlie-t, hogy vigyázzon a csontkovács praxisára. Charlie véletlenül egy prostituáltat alkalmaz, ami alaposan megnöveli a páciensek számát. Közben Alan is leégeti magát Jake iskolatársnőjének az anyja és az igazgató előtt. Az epizód címe: Alan, miközben megnevez egy nőt, aki ellátja a baját mindezek után. |     |                                                                                          |                |                                     |              |
| 51. | 3.  | Fáj a térded és harapásnyomok vannak a seggeden (Carpet burns and a bite mark)           | Gary Halvorson | 2005. október 3. 2008. május 5.     | 14,21 millió |
| Alan újra randevúzgatni kezd Judith-tal, amit Charlie, Rose, Evelyn, de még Bertha is sikertelenül próbálnak megakadályozni. Közben az egészet igyekeznek eltitkolni Jake elől. De amikor a kapcsolatuk szexuális részére terelődik a téma, gyorsan összevesznek. Az epizód címe: Charlie magyarázza Alannek, hogyan érhet véget egy vacsora. |     |                                                                                          |                |                                     |              |
| 52. | 4.  | Abból, hogy legyintettél a nagy didkókra (Your dismissive attitude toward boobs)         | Gary Halvorson | 2005. október 10. 2008. május 6.    | 15,24 millió |
| Berta néhány napra Charlie-hoz kénytelen költözni, amíg a bátyja nála lakik, amibe Alan azonnal beleegyezik - Charlie megkérdezése nélkül. Ez feszültséget okoz kettejük között, ami miatt Alan kénytelen elköltözni. Miután rosszabbnál rosszabb lakásokat talál csak, könyörög, hogy hadd jöhessen vissza - és az is kiderül, hogy Bertának nincs is bátyja. Az epizód címe: Charlie mondja, amikor Jake nem akar megnézni egy korhatáros filmet. |     |                                                                                          |                |                                     |              |
| 53. | 5.  | Mr. Nudlinak hívtuk (We called it Mr. Pinky)                                             | Gary Halvorson | 2005. október 17. 2008. május 7.    | 15,56 millió |
| Charlie egy nővel randizik, aki azt mondja neki, hogy szereti, amit ő egy szimpla "köszönöm"-mel reagál le. Ez felhúzza a nőt, ő is, és később Rose is azt mondják Charlie-nak, hogy kibeszéletlen konfliktusai vannak az anyjával szemben, innen eredhetnek a gondok. Közben a suliban Jake egy sütit kap egy lánytól, és nem tudja, hogyan viselkedjen vele szemben. Az epizód címe: Evelyn mondj Charlie-nak, hogy hívták a péniszét gyerekkorában. |     |                                                                                          |                |                                     |              |
| 54. | 6.  | Helló, sötétség ura! (Hi, Mr. Horned one)                                                | Gary Halvorson | 2005. október 24. 2008. május 8.    | 16,77 millió |
| Charlie egy sátánista nővel, Isabellával kezd el randizni, ami Alannek egyáltalán nem tetszik. Isabella úgy véli, Alan rossz hatással van Jake-re, ezért megátkozza, amitől begyullad a szeme. Majd Charlie-t viszi el egy szeánszra, ahol a pokol urának akarják őt feláldozni - csakhogy kiderül, hogy Isabella ismeri Evelynt. Az epizód címe: Jake mondja a szeánsz során. |     |                                                                                          |                |                                     |              |
| 55. | 7.  | Aludj jól, kiscicám! (Sleep tight, puddin’ pop)                                          | Gary Halvorson | 2005. november 7. 2008. május 9.    | 16,19 millió |
| Charlie és Alan kénytelenek szülinapi bulit szervezni Rose-nak, aminek az lesz a vége, hogy Rose Charlie ágyában köt ki. Rose apja, Harvey ugyanekkor felbukkan, és kérdőre akarja vonni Charlie-t a szándékairól. Váratlanul megjelenik Evelyn is, akivel pont úgy viselkedik Harvey, ahogy Charlie Rose-zal. Az epizód címe: Harvey mondja, ahogy kémkedik Evelyn után. |     |                                                                                          |                |                                     |              |
| 56. | 8.  | A varázslatos sármom (That voodoo that I do do)                                          | Gary Halvorson | 2005. november 14. 2008. május 12.  | 15,17 millió |
| Charlie megismer egy Mia nevű balettoktatót, akire elkezd hajtani, de a nőt úgy tűnik, nem érdekli. Mivel balett-tanár, Charlie ráveszi Jake-et, hogy tanuljon balettozni azért, hogy közelebb kerülhessen hozzá, akinek viszont szintén tetszik Mia. Az epizód címe: Charlie mondja arról, hogyan mozdult rá Miára. |     |                                                                                          |                |                                     |              |
| 57. | 9.  | A madame és kedves barátja (Madame and her special friend)                               | Asaad Kelada   | 2005. november 21. 2008. május 13.  | 15,74 millió |
| Charlie épp a legújabb randijával, Kandivel zuhanyzik (ebben a részben még Kimbernek hívták), amikor megjelenik az idős szomszédasszony, Norma, akit zavar, hogy a háza előtt parkolnak. Amikor találkozik Alannel, egyből megtetszik neki, és drága ajándékokkal halmozza el, csak hogy lefeküdjön vele. Közben Jake egy tévés vallási műsor rabja lesz. Az epizód címe: a pincér mondja Alannek és Normának. |     |                                                                                          |                |                                     |              |
| 58. | 10. | Pikáns ízű finom hajlatok (Something salted and twisted)                                 | Rob Schiller   | 2005. november 28. 2008. május 14.  | 16,53 millió |
| Evelyn állandó cukkolásai hatására Alannek elege lesz abból, hogy játssza a jófiút, és úgy dönt, megkéri Charlie-t, tartsanak egy görbe estét. Az epizód címe: Charlie mondja, amikor a pincérnő megkínálja pereccel. |     |                                                                                          |                |                                     |              |
| 59. | 11. | Agyament télapófalu (Santa’s village of the damned)                                      | Rob Schiller   | 2005. december 19. 2008. május 15.  | 17,71 millió |
| Alan egy Sandy nevű nővel kezd el randevúzni, aki érzelmileg labilis, viszont imád főzni, amitől a fiúk elhíznak, miután több hétre hozzájuk költözik. Később rádöbbennek, hogy Sandy még mindig hisz a Mikulásban. Az epizód címe: Charlie mondja, miután meglátja, hogy dekorálta ki Sandy a lakását. |     |                                                                                          |                |                                     |              |
| 60. | 12. | Az a bizonyos bizsergés (That special tug)                                               | Rob Schiller   | 2006. január 9. 2008. május 16.     | 17,2 millió  |
| Charlie felkeresi Dr. Freemant, hogy meséljen neki az elmúlt napok tapasztalatairól. Alan egyfolytában kiakad valamin, és ez, valamint a lehetetlen viselkedése elviselhetetlenné teszi Charlie életét, aminek hatására gyilkos gondolatai támadnak. Az epizód címe: Charlie mondja két nőnek, amikor a "depressziójáról" beszél. |     |                                                                                          |                |                                     |              |
| 61. | 13. | A megalázkodás vizuális műfaj (Humiliation is a visual medium)                           | Rob Schiller   | 2006. január 23. 2008. május 19.    | 17,07 millió |
| Charlie és Mia nem a szexualitáson alapul, és amikor Charlie felveti, hogy talán mással is szexelniük kellene, Mia szakít vele. Charlie depresszióba esik, amiből nem lehet kirángatni, hiába próbál segíteni Jake és Alan is. Végül elhatározza, hogy Kandivel vigasztalódik, de Mia megbocsát neki. Az epizód címe: Alan mondja, ahogy magyarázza Charlie-nak, hogyan kérjen bocsánatot Miától. |     |                                                                                          |                |                                     |              |
| 62. | 14. | A szerelem nem vak, hanem teljesen hülye (Love isn’t blind, it’s retarded)               | Gary Halvorson | 2006. február 6. 2008. május 20.    | 16,33 millió |
| Mia azt mondja Charlie-nak, hogy miután Kandi sokat keresi őt mostanában telefonon, meg kéne neki mondania, hogy párkapcsolata van. Charlie azonban csak megjátssza ezt, ami feldühíti Miát. Miután Charlie bocsánatot kér tőle és röviden találkozik a szüleivel is, egy drága hotelbe viszi a nőt, ahol végre lefekszenek egymással. Eközben Alan találkozgatni kezd Kandivel. Az epizód címe: Charlie, ahogy a tapasztalatairól mesél Alannek. |     |                                                                                          |                |                                     |              |
| 63. | 15. | A nyelvem is hús (My tongue is meat)                                                     | Gary Halvorson | 2006. február 27. 2008. május 21.   | 17,04 millió |
| Mia egészséges életmódja kiborítja Charlie-t, ami miatt titokban cigizik, piál, és hamburgerezik tovább. Végül nem bírja tovább, és kiadja a mérgét, ami miatt Mia ismét szakít vele. Charlie ezután búfelejtésből Vegasba utazik. Az epizód címe: Charlie válasza arra, hogy Mia szerint húsos a lehellete. |     |                                                                                          |                |                                     |              |
| 64. | 16. | Ez a gatyába rázás (Ergo, the booty call)                                                | Gary Halvorson | 2006. március 6. 2008. május 22.    | 17,06 millió |
| Jake születésnapi bulijára Alan el akarja magával vinni Kandit, de azon gondolkodik, hogy ez talán mégsem olyan jó ötlet. Végül mégis együtt jelennek meg, többek megbotránkozására. Rose Gordonnal, a pizzásfiúval jön, akit úgy tűnik, Charlie hasonlatosságára formált meg. Jake véletlenül Viagrát szed be, ami miatt a vécében kell maradnia. Az epizód címe: Alan próbálja megmagyarázni Jake-nek az alkalmi szex jelentését. |     |                                                                                          |                |                                     |              |
| 65. | 17. | Szegény kis vidéki schnauzer (The unfortunate little schnauzer)                          | Gary Halvorson | 2006. március 13. 2008. május 23.   | 17,37 millió |
| Charlie reklámdalát díjra jelölik, de úgy dönt, bojkottálja a rendezvényt, mert az ősellensége is ott lesz, aki mindig minden díjat elnyer előle. A családja ráveszi, hogy mégis menjen el, ahol aztán az ellenfele ismét nyer, és még Evelynnel is lefekszik. Ha ez nem lenne elég, Rose a Gordonnal való párkapcsolati problémáit is vele akarja megbeszélni. Az epizód címe: Charlie mondja Evelynnek, amikor megjegyzi, hogy nem megy vakrandira az egyik kliensének a lányával.                                                                        |     |                                                                                          |                |                                     |              |
| 66. | 18. | A leköpött almás pite (The spit-covered cobbler)                                         | Gary Halvorson | 2006. március 20. 2008. május 26.   | 16,72 millió |
| Alan pénzügyi gondokba keveredik Kandi miatt, hiába próbálja Charlie rábírni, hogy szakítson vele. A pénzhiány miatt tartásdíjat se tud fizetni, ami miatt Judith is a nyomában van. Az epizód címe: Charlie metaforája Jake-nek a szülei viszonyáról. |     |                                                                                          |                |                                     |              |
| 67. | 19. | El kell ismerni, csoda egy popsija van (Golly moses, she’s muffin)                       | Gary Halvorson | 2006. április 10. 2008. május 27.   | 14,05 millió |
| Alan magukhoz költözteti Kandit, akinek lakhatási gondjai vannak. Charlie, akinek egy ideje nincs senkije, döbbenten veszi tudomásul, hogy már három hete itt él, és egyes dolgok meg is változtak az engedélye nélkül. Alan próbál munkát adni Kandinek, sikertelenül, aki erre Judith-tal költözik össze. Kandi anyját pedig Charlie csábítja el. Az epizód címe: Berta írja le így Kandit. |     |                                                                                          |                |                                     |              |
| 68. | 20. | Mindig koszorúslány, sohasem ara (Always a bridesmaid, never a burro)                    | Gary Halvorson | 2006. április 24. 2008. május 28.   | 14,47 millió |
| Alan megpróbálja visszanyerni Kandit. Ennek egy furcsa szerelmi négyszög lesz a vége: Charlie először Kandi anyjával kavar, Judith pedig Kandi apjával, majd Kandi Judith-tal, végül Kandi és Alan újra egymásra találnak a jacuzziban. Az epizód címe: Charlie meséli egy tévéműsorról, amit egy ágyban nézett meg Mandivel. |     |                                                                                          |                |                                     |              |
| 69. | 21. | A helyzet fokozódik (And the plot moistens)                                              | Jerry Zaks     | 2006. május 1. 2008. május 29.      | 14,31 millió |
| Jake tanárnője, Francine el akar beszélgetni Alannel és Judith-tal a srác iskolai viselkedéséről. Jake szerepet kaphatna egy iskolai musicalben, Alan pedig ennek érdekében egyre több időt tölt Francine-nel, aki sokkal intellektuálisabb, mint Kandi. Végül románc alakul ki köztük, Jake pedig megkapja a szerepet, de Kandi elszólja magát. Az epizód címe: Charlie mondja, miközben próbálja kimenteni Alant. |     |                                                                                          |                |                                     |              |
| 70. | 22. | Csak egyszer, Sophie nénit (Just once with aunt Sophie)                                  | Lee Aronsohn   | 2006. május 8. 2008. május 30.      | 14,87 millió |
| Jake-et egy osztálytársa, Wendy-Cho egy igazi buliba hívja, de mivel ez az első ilyen alkalom, nagyon ideges. Alan és Charlie folyamatosan tanácsokkal látják el, de Jake Charlie-ra jobban hallgat, Alan bosszúságára - főleg mert őt a bátyja sosem segítette fiatalon. Alan aggódik, hogy a fia olyan lesz, mint Charlie, de mikor Jake azt mondja, hogy el akarja venni Wendy-Chót feleségül, Charlie megjegyzi, hogy inkább olyan lesz, mint Alan. Az epizód címe: Alan megjegyzése arról, mikor közeledett valakihez szexuálisan az engedélye nélkül. |     |                                                                                          |                |                                     |              |
| 71. | 23. | Mind jó érv a gyors numera mellett (Arguments for the quickie)                           | James Widdoes  | 2006. május 15. 2008. június 2.     | 11,04 millió |
| Mia visszatér a városba a tánccsoportjával, és elhívja Charlie-t is, aki először nem akar elmenni, de végül mégis rászánja magát. Mia igazából spermadonornak akarja őt felkérni a jövőben születendő gyerekéhez, de Charlie ehelyett megkéri a kezét. Az epizód címe: Charlie mondja Miának, mielőtt megtudnáé, mit is szeretne tőle valójában. |     |                                                                                          |                |                                     |              |
| 72. | 24. | Azt a pisztolyos hermafroditát (That Pistol-Packin’ Hermaphrodite)                       | James Widdoes  | 2006. május 22. 2008. június 3.     | 15,51 millió |
| Charlie és Mia az esküvőjükre készülnek, de a családjaik viselkedése miatt egy kis las vegasi szertartás mellett döntenek. Charlie az utolsó pillanatban meggondolja magát, mert Miának az a feltétele, hogy Alannek el kell költöznie, ezért az esküvőt lefújja. Alan egy hirtelen ötlettől vezérelve elveszi feleségül Kandit, majd bejelenti, hogy egyébként elköltözik, emiatt Charlie lerészegedik. Az epizód címe: Charlie így írja le Mia rendőr testvérét.                                                                                          |     |                                                                                          |                |                                     |              |

## Negyedik évad (2006–2007)
| Sor. | Év. | Cím                                                                     | Rendező          | Premier                              | Nézettség    |
| --- | --- | ----------------------------------------------------------------------- | ---------------- | ------------------------------------ | ------------ |
| 73. | 1.  | Caligulának dolgozom (Working for Caligula)                             | Gary Halvorson   | 2006. szeptember 18. 2008. június 4. | 15,09 millió |
| Négy hónap telt el az előző epizód eseményei óta. Charlie az agglegények gondtalan életét élvezi, Alan pedig elvált Kanditől, amin igazából senki nem lepődött meg, sőt még fogadtak is rá, mikor következik be. Charlie mindent bevet, hogy jobb kedvre derítse Alant, még az anyjuknak is szól, hogy jöjjön és beszéljen vele. Az epizód címe: Berta megjegyzése, amikor morog a házibuli utáni rendrakás miatt. |     |                                                                         |                  |                                      |              |
| 74. | 2.  | Kik a nagyi vodkás üldözői? (Who's Vod Kanockers?)                      | Gary Halvorson   | 2006. szeptember 25. 2008. június 5. | 15,28 millió |
| Charlie végre elmeséli Alannek, hogy a feltétele miatt szakított Miával, amit Alan nem talál logikusnak. Úgy véli, hogy a bátyja csak kifogásként használja őt, nehogy szembe kelljen nézni a saját problémáival. Eközben a szomszédba költözik Steven Tyler, aki turnéra készülvén énekpróbákat tart, ami egyre inkább frusztrálja Charlie-t. Az epizód címe: Jake mondja válaszul, amikor félrehallotta Charlie megjegyzését Evelyn "vodkás ütközőiről".                                                                                               |     |                                                                         |                  |                                      |              |
| 75. | 3.  | A tenger kiszámíthatatlan (The Sea is a Harsh Mistress)                 | Gary Halvorson   | 2006. október 2. 2008. június 8.     | 15,8 millió  |
| Charlie imponálni akar egy nőnek a szörftudásával, de kis híján megfullad. Míg eszméletlen volt, egy víziót látott, amiben a halott apja azt kérte tőle, hogy gondoskodjon az anyjáról. El is határozza, hogy ennek megfelelően fog élni, mígnem rájön, hogy talán félreértelmezte a látomást. Az epizód címe: Alan magyarázata arra, hogy a bátyja miért fulladt meg majdnem. |     |                                                                         |                  |                                      |              |
| 76. | 4.  | Mintha egy dohányzó majmot néznék (A Pot Smoking Monkey)                | Gary Halvorson   | 2006. október 9. 2008. június 9.     | 16,38 millió |
| Alan "közös felügyeletet" szeretne a Kandivel közös kutyájuk felett, csakhogy volt neje előbb szerzi meg Judith válóperes ügyvédjét. Charlie úgy dönt, segít Jake-nek a nőügyeiben. Az epizód címe: Berta mondja arra, hogy milyen érzés, mikor Jake-et látja banánevés közben. |     |                                                                         |                  |                                      |              |
| 77. | 5.  | A termékenység istennője (A Live Woman of Proven Fertility)             | Gary Halvorson   | 2006. október 16. 2008. június 10.   | 16,25 millió |
| Herb eljegyzi Judith-ot, aminek Alan igazán örül, mert így többé nem kell tartásdíjat fizetnie. A gond csak az, hogy Jake nem igazán kedveli Herb-öt, Herb pedig váratlanul pánikba esik. Az epizód címe: Alan mondja Judith-ról Herbnek. |     |                                                                         |                  |                                      |              |
| 78. | 6.  | Elnézést, ha frivol voltam (Apologies for the frivolity)                | Gary Halvorson   | 2006. október 23. 2008. június 11.   | 15,03 millió |
| Charlie egy új nővel, Lydiával kezd el randizni, aki sok tekintetben az anyjára hasonlít. Nem veszi azonban észre azt, amit mindenki más lát: hogy Lydia kiállhatatlan. Az epizód címe: Bobby, a pincér mondja, miután Lydia leszidja őt. |     |                                                                         |                  |                                      |              |
| 79. | 7.  | A fejét érő ismétlődő lökések (Repeated blows to his unformed head)     | Gary Halvorson   | 2006. november 6. 2008. június 12.   | 14,48 millió |
| Kiderül, hogy Berta lánya, Naomi terhes. Berta és Charlie a feltételezett apához indulnak, Ronald Wienermierhez. Csakhamar kiderül, hogy nem is ő a gyerek apja. Alan időközben rájön, hogy szexuálisan vonzódik a terhes nők iránt. Az epizód címe: Charlie mondja Alannek, hogy szerinte miért olyan rosszak Jake jegyei. |     |                                                                         |                  |                                      |              |
| 80. | 8.  | Engedjék el a kutyákat! (Release the dogs)                              | Gary Halvorson   | 2006. november 13. 2008. június 15.  | 15,83 millió |
| Alan álmatlanságban szenved, ami az orvosa szerint azért lehet, mert irigykedik a sikeres bátyjára. Közben Charlie randizni kezd annak a lánynak az anyjával, aki Jake-nek is tetszik, pedig ezt Jake megtiltotta neki. Az epizód címe: rendőrök mondják kétszer, illetve egyszer Alan. |     |                                                                         |                  |                                      |              |
| 81. | 9.  | Coreyt egy órája felkoncolták (Corey’s been dead for an hour)           | Gary Halvorson   | 2006. november 20. 2008. június 16.  | 15,04 millió |
| Charlie megunja, hogy Alan olyan smucig, de mindjárt másként látja a helyzetet, amikor véletlenül megtalálja az öccse dugipénzét. Elkezdi elszórni a pénzt, amiről kiderül, hogy igazából Alan nyugdíjalapja. Jake egyedül marad otthon egy horrorfilm nézése közben, később pedig Rose csatlakozik hozzá. Az epizód címe: Jake mondja, miközben a horrorfilmet nézi. |     |                                                                         |                  |                                      |              |
| 82. | 10. | Most már értem, miért voltak lidérces álmaim (Kissing Abraham Lincoln)  | Gary Halvorson   | 2006. november 27. 2008. június 17.  | 15,5 millió  |
| Lydia és Berta közt a feszültség odáig fajul, hogy Charlie-nak el kell döntenie, melyiküket választja. Alan megpróbálja eladni a házat, amiben Kandivel együtt laktak, de a nő folyton eltereli szexszel a figyelmét, mikor komoly dolgokra terelődne a szó. Az epizód címe: Charlie megjegyzése egy orális szex inspirálta álmáról. |     |                                                                         |                  |                                      |              |
| 83. | 11. | Válium és dió (Walnuts and demerol)                                     | Gary Halvorson   | 2006. december 11. 2008. június 18.  | 15,69 millió |
| Charlie egy nyugodt karácsonyt szeretne, de a rokonai és a barátai elrontják a tervezett randevúját, mikor mind beállítanak vacsorára. Evelyn, amikor megtudja, hogy kit akar ágyba vinni, mindent megtesz, hogy megakadályozza. Nem sikerül neki, és az anyja csak ekkor mondja el, hogy a nő lehet, hogy a testvére. Jake túl sok tojáslikőrt iszik, Herb pedig Kandi melleivel van elfoglalva, amivel alaposan felbosszantja Judith-ot. Az epizód címe: Alan megjegyzése arról, hogy Judith gyógyszerfüggő anyja hogy készíti a karácsonyi süteményt. |     |                                                                         |                  |                                      |              |
| 84. | 12. | Kasztráltam juhokat Montanában (Castrating sheep in Montana)            | James Widdoes    | 2007. január 8. 2008. június 19.     | 14,78 millió |
| Berta kitörő örömmel veszi tudomásul, hogy Naomi és Alan randiznak. Ugyanakkor Alan szakítani szeretne, de Berta miatt nem meri megtenni. Ha ez még nem lenne elég, piercinget rakat a fülébe, ami csúnyán elfertőződik. Az epizód címe: Berta megjegyzése arról, hogy töltötte a nyarat. |     |                                                                         |                  |                                      |              |
| 85. | 13. | Ne aggódj, Speed Racer! (Don’t worry speed racer)                       | Gary Halvorson   | 2007. január 22. 2008. június 22.    | 15,85 millió |
| Jake elmondja Charlie-nak, hogy hallotta, ahogy Judith és Herb szexelnek. Ez régi gyerekkori traumát elevenít fel Charlie-ban, amit újra fel kell dolgoznia. Közben Alanre vár a feladat, hogy beszéljen Judith-tal és Herbbel. Az epizód címe: Charlie meséli Alannek, hogy nyolcéves korában ezt mondta kei a férfi, akit rajtakapott az anyjával. |     |                                                                         |                  |                                      |              |
| 86. | 14. | Ez nyári kolbász, nem szalámi (That’s s summer sausage, not salami)     | Gary Halvorson   | 2007. február 5. 2008. június 23.    | 17,68 millió |
| Egy új lakó, a csinos Danielle költözik Charlie szomszédjába. Úgy gondolja, összeboronálja Alannel, és akkor az öccse talán végre elköltözik tőle. Alan csak szerencsétlenkedik, és mikor Charlie rájön, hogy Danielle piás és szexfüggő, úgy dönt, inkább magának szerzi meg őt. Az epizód címe: Alan mondja a Danielle-nek adott ajándékkosár egyik eleméről. |     |                                                                         |                  |                                      |              |
| 87. | 15. | Nem találom az árnyékomat (My damn stalker)                             | James Widdoes    | 2007. február 12. 2008. június 24.   | 15,5 millió  |
| Rose Londonba költözik, és a hír furcsamód megrázza Charlie-t. Úgy érzi, mintha a legjobb nőt vesztette volna el az életéből. Közben Alan egy kiszínezett profillal ismerkedik egy társkeresőn, ahol felszed egy magas és a házasságaiban szerencsétlen nőt. Az epizód címe: Charlie mondja, mikor elindul, hogy még egyszer láthassa Rose-t. |     |                                                                         |                  |                                      |              |
| 88. | 16. | A fiatalok is szoktak turházni (Young people have phlegm too)           | Andrew D. Weyman | 2007. február 19. 2008. június 25.   | 16,56 millió |
| Charlie egyre fáradékonyabb, már szex közben is, de nem hajlandó elismerni, hogy ez az öregedés következménye. Helyette inkább úgy dönt, hogy felszed egy nálánál jóval fiatalabb nőt és elmegy vele bulizni, és Alant is magával viszi. Az este katasztrofálisan sikerül, Charlie pedig egyre depressziósabb lesz. Úgy hiszi, súlyos beteg, de mikor kiderül, hogy semmi baja, Alan elviszi őt olyan nők társaságába, ahol fiatalnak érezheti magát. Az epizód címe: Charlie mondja Alannek, amikor slejmet köhög fel.                                  |     |                                                                         |                  |                                      |              |
| 89. | 17. | Csak lefeküdtem egy komcsival (I merely slept with a commie)            | Gary Halvorson   | 2007. február 26. 2008. június 26.   | 16,58 millió |
| Evelyn egyik ismerősének a temetésén ugyanolyan szívtelenül viselkedik, mint mindig, ezért a fiai felvilágosíthák, hogy ha meghalna, senki nem gyászolná őt igazán. Hogy féltékennyé tegye őket, bemutatja őket egy párnak, akik a segítségével fogadtak örökbe egy gyereket Kínából, és akik szemlátomást jól kijönnek vele. Az epizód címe: Evelyn mondja a kínai fiú adoptálásáról. |     |                                                                         |                  |                                      |              |
| 90. | 18. | Didiföldön mindig süt a nap (It never rains in Hooterville)             | Gary Halvorson   | 2007. március 19. 2008. június 29.   | 11,68 millió |
| Alan felfedezi, hogy Jake már nem sokáig gyerek, ezért úgy dönt, kempingezni fog vele. A jó szándék sajnos balul sül el. Kandi színészkarrierbe kezd, Alan pedig bejelenti, hogy szeretne még egy gyereket. Az epizód címe: Charlie megjegyzése Jake posztereire. |     |                                                                         |                  |                                      |              |
| 91. | 19. | Ahogy leteszed, átváltozol nyuszikává (Smooth as a Ken Doll)            | Gary Halvorson   | 2007. április 9. 2008. június 30.    | 3,46 millió  |
| Alan kimondhatatlanul boldog, hogy utoljára kell tartásdíjat fizetnie, mert Judith férjhez megy. Charlie megismerkedik Herb testvérével, Myrával, aki, akárcsak Charlie, nem szíveli túlságosan Judith-ot. Ezért aztán Charlie házában köt ki, majd később az ágyában is. Az epizód címe: Berta megjegyzése Alannek arra nézve, hogy hogyan viselkedik, miután Judith-tal beszélt telefonon. |     |                                                                         |                  |                                      |              |
| 92. | 20. | Myra néni biztos nem pisil sokat (Aunt Myra doesn’t pee a lot)          | Jerry Zaks       | 2007. április 16. 2008. július 1.    | 13,03 millió |
| Alan Judith és Herb esküvőjére készülődik. A dolgokat Charlie és Myra viszonya árnyékolja csak be. Az esküvőn Alan találkozik Herb exmenyasszonyával, akivel megjátsszák, hogy szeretkeznek - mindenki füle hallatára. Eközben Jake egyfolytában leeszi valamivel a szmokingját. Az epizód címe: Jake megjegyzése arra, hogy Alan négyszer kelt fel és ment vécére az éjszaka. |     |                                                                         |                  |                                      |              |
| 93. | 21. | Ki volt sminkelve és szoknyában volt (Tucked, taped, and gorgeous)      | Jerry Zaks       | 2007. április 23. 2008. július 2.    | 12,27 millió |
| Alan összebarátkozik egy meleg férfival, Greggel, és mindenki azt hiszi, hogy ezzel felvállalta a homoszexualitását. Jake szerelmes lesz Greg lányába, de nem tudja, hogy kéne kezelnie a helyzetet. Az epizód címe: Charlie válasza arra, amikor Alan felemlegeti neki, hogy egyszer majdnem lefeküdt részegen egy férfival női ruhában. |     |                                                                         |                  |                                      |              |
| 94. | 22. | Aki doppingot tett Fekete Árnyék táljába (Mr. McGlue’s feedbag)         | Jon Cryer        | 2007. április 30. 2008. július 3.    | 13,71 millió |
| Alannek gépjármű-ügyintézésre kell mennie, ezért Charlie-t kéri meg, hogy felügyelje Jake-et egy házi feladat megírása során. Ehelyett a lóversenyen kötnek ki, ahol Jake nyer 1100 dollárt, amivel felelősen kellene bánnia - ha tudna. Alan a hivatalban elhenceg, hogy milyen jó sorszámot kapott az időpontfoglaláson, majd ostoba módon elajándékozza. Az epizód címe: Charlie megjegyzése Alannek egy lóról a lóversenyen. |     |                                                                         |                  |                                      |              |
| 95. | 23. | A hangyász, tök jó punk a sérója (Anteaters, they’re just crazy-lookin) | Lee Aronsohn     | 2007. május 7. 2008. július 6.       | 13,27 millió |
| Miután átszakad a ház korlátja, Alan felbérel egy mindenest, Fernandót, hogy javítsa meg. A jóképű férfi azonban a környék összes nőjének felkelti az érdeklődését, ezért Charlie-nak választania kell: vagy a javítási munkák, vagy a nők. Az epizód címe: Jake véleménye arról, hogy melyik állat jobb, mint a mókusok. |     |                                                                         |                  |                                      |              |
| 96. | 24. | Vett nekünk fagyit meg prostikat (Prostitutes and gelato)               | Ted Wass         | 2007. május 14. 2008. július 7.      | 10,16 millió |
| Evelyn bemutatja a fiúknak új udvarlóját, Teddyt. Alan és Charlie eleinte nem gondolják úgy, hogy ez jó dolog lenne, de miután Teddy elviszi őket Las Vegasba, belátják, hogy egy nagyszerű férfi. Csakhogy közben Evelyn meg dobni akarja őt. Az epizód címe: Alan meséli Bertának, hogy mi történt vele és Charlie-val Vegasban. |     |                                                                         |                  |                                      |              |

## Ötödik évad (2007–2008)
| Sor. | Év. | Cím                                                                            | Rendező       | Premier              | Nézettség    |
| --- | --- | ------------------------------------------------------------------------------ | ------------- | -------------------- | ------------ |
| 97. | 1.  | Madarak, pókok és anya (Large birds, spiders and mom)                          | Ted Wass      | 2007. szeptember 24. | 13,58 millió |
| Jake végre új iskolába mehet, de az apja és a nagybátyja halálra rémítik a történeteikkel, emiatt aztán nem mer bemenni az első napon. Hogy elüssék az időt, bevásárlótúrára indulnak. Közben Charlie-nak viszkető kiütései lesznek egy igen kínos helyen, amelyről azt hiszi, hogy nemi betegség, de végül kiderül, hogy csak allergiás reakció a hajfestékre. Az epizód címe: Alan sorolja fel, miktől fél a bátyja. |     |                                                                                |               |                      |              |
| 98. | 2.  | Mozi nagyságú börtönhelyiség (Media room slash dungeon)                        | Ted Wass      | 2007. október 1.     | 13,24 millió |
| Charlie-nak el kell kísérnie az anyját egy rendezvényre, amit eleinte nem igazán szeretne. Összejön egy nővel, az anyja határozott ellenzésére. Aztán amikor kiderül, hogy a nő férjnél van, ráadásul a férfit Evelyn értesítette az eseményekről, Charlie-nak alsónadrágban kell menekülnie. Evelyn célja az volt, hogy a felek elváljanak, ő pedig busás haszonnal túladjon a házon. Alan is lefekszik egy nővel, aki másnap őrjöngve kezd el szégyenkezni amiatt, hogy megtette. Az epizódért Holland Taylort Emmy-díjra jelölték. Az epizód címe: Evelyn meséli egy házról, amelyet éppen el akar adni. |     |                                                                                |               |                      |              |
| 99. | 3.  | Dididám-dididám-didi (Dum diddy dum diddy doo)                                 | Ted Wass      | 2007. október 8.     | 13,02 millió |
| Alan meggyőzi Charlie-t, hogy értelmesebb nőkkel kellene randiznia. Össze is jön egy bíróval, Lindával, de a randi rosszul sül el, mert nem tudja, hogyan kell bánni a vele egykorú nőkkel. Mindent bevet a második találkozásért, még azt is, hogy bíróság elé kerüljön. Az epizód címe: Charlie próbál példát keresni arra, hogy a Dee-Dee név minek lehet a becézése. |     |                                                                                |               |                      |              |
| 100. | 4.  | Nagyon is jól el van eresztve mellesleg (City of great racks)                  | James Widdoes | 2007. október 15.    | 13,69 millió |
| Charlie szeretne lefeküdni Lindával, de képtelen rá, mert mindenhol Rose arcát látja. Dr. Freeman szerint ez azért van, mert legbelül még nem nőtt fel. Ennek hatására Charlie Londonba utazik, hogy hazahozza Rose-t, de ő visszautasítja azzal, hogy neki már ott van Linda. Később kiderül, hogy mindent Rose tervelt ki. Az epizód címe: Jake vicceskedik Santa Barbara nevével. |     |                                                                                |               |                      |              |
| 101. | 5.  | Mint bikán a csöcs (Putting swim fins on a cat)                                | James Widdoes | 2007. október 22.    | 13,94 millió |
| Charlie rájön, hogy jól tud bánni a gyerekekkel, miután együtt tölt egy kis időt Linda fiával, Brandonnal. Dalokat ír neki, amiket rögzít egy CD-re is. Miután Linda exférje meghallja ezeket, felajánlja, hogy gyerekdalszerzőként egyengeti a pályáját. Közben Alan gyógyszerkísérletek alanyává válik, miután pénzhiánnyal kezd el küszködni. Az epizód címe: Alan mondja Judithnak Jake matematika korrepetálásával kapcsolatosan. |     |                                                                                |               |                      |              |
| 102. | 6.  | Segíts megkeresni a lábkörmöm! (Help daddy find his toenail)                   | James Widdoes | 2007. október 29.    | 13,73 millió |
| Charlie elkíséri Lindát egy rendezvényre, de fél, hogy idegeskedni fog, ezért az anyjától kér segítséget. Rossz tablettát kap, aminek hatására nemhogy lenyugodna, hanem kínosan kezd el viselkedni. Jake elszökik egy rockkoncertre, annak ellenére, hogy az apja megtiltja neki. Az epizód címe: Alan mondja Judithnak telefonon, hogy elterelje a figyelmet arról, hogy Jake nincs otthon. |     |                                                                                |               |                      |              |
| 103. | 7.  | A bőrcuccok abban a szobában vannak (The Leather gear is in the guest room)    | Ted Wass      | 2007. november 5.    | 13,8 millió  |
| Alan és Charlie összevesznek azon, hogy kinek mit szabad megtennie a házban. Alan feldühödik, és az anyjához költözik. Evelynt és Teddyt zavarja a helyzet, mert megzavarják őket az intim pillanataikban, ezért úgy döntenek, kibékítik a két testvért. Az epizód címe: Evelyn mondja Teddynek, miután Alan beköltözik a vendégszobába. |     |                                                                                |               |                      |              |
| 104. | 8.  | Létezik egy Cukros néni is? (Is there a Mrs. Waffles?)                         | Ted Wass      | 2007. november 12.   | 14,12 millió |
| Charlie sikeres gyerekdalszerző lesz Cukros Charlie néven, ami idegesíti Alant. A növekvő sikerek hatására a menedzser azt kéri, hogy vállaljon el egy élő koncertet is, de nagyon lámpalázas, ezért leissza magát. Különös módon a fellépés igazán remekül sül el. Az epizódért Charlie Sheen-t Emmy-díjra jelölték. Az epizód címe: Charlie egyik anyuka rajongója kérdezi tőle, hogy házas-e. |     |                                                                                |               |                      |              |
| 105. | 9.  | Jó kemény, nem gondolod? (Tight's Good)                                        | Jean Sagal    | 2007. november 19.   | 13,92 millió |
| Teddy figyelmezteti Charlie-t, hogy maradjon távol a lányától, a gyönyörű Courtney-tól. Charlie azt hiszi hogy ez az apai féltés jele, valójában azonban a nő autóügynök, és egy méregdrága sportkocsit vetet vele. Az epizód címe: Courtney mondja Charlie-nak, amikor az beül a kocsiba és kényelmesnek találja az ülést. |     |                                                                                |               |                      |              |
| 106. | 10. | Kicsit olyan, mint a nekrofília (Kinda like necrophilia)                       | Ted Wass      | 2007. november 26.   | 15,26 millió |
| Alan rájön, hogy Charlie szerette el a középiskolai szerelmét, ezért úgy dönt, bosszút áll, és a francia barátnőjével, Gabrielle-lel kezd el randizni. Hamar kiderül, hogy Gabrielle meglehetősen frigid jellem, és Charlie igazából örül is neki, hogy így történt, mert így nem neki kell vele szakítania - miközben újra randizgatni kezd Alan középiskolai szerelmével. Jake-et kirúgja a barátnője, és Charlie-tól kér tanácsokat. Az epizód címe: Charlie mondja, hogy viselkedik Gabrielle az ágyban.                                                                                                |     |                                                                                |               |                      |              |
| 107. | 11. | Lejjebb és beljebb (Meander to your dander)                                    | James Widdoes | 2008. március 17.    | 14,06 millió |
| Alan elégedetlen az új barátnőjével, Donnával, de mégsem akarja kirúgni. Charlie-tól kér tanácsot, hogyan lenne képes megtenni. Eleinte nem megy neki, de mikor végre kimondja, hogy szakítani szeretne, kiderül, hogy a nő édeshármast szervezett volna a gyönyörű barátnőjével. Közben Charlie csajozni indul Jake-kel, aminek rossz vége lesz. Az epizódért Jon Cryert Emmy-díjra jelölték. Az epizód címe: Alan mesél Donnának az előjáték-technikájáról. |     |                                                                                |               |                      |              |
| 108. | 12. | Kicsit ragad a fejem, de nem vagyok lázas (A little clammy and none too fresh) | James Widdoes | 2008. március 24.    | 14,23 millió |
| Charlie egy beteg nővel szexel, akitől elkapja az influenzát. Senki nincs, aki ápolja, kivéve az Angliából hazatért Rose-t, aki viszont úgy tűnik, azon mesterkedik, hogy az állapota ilyen maradjon. Alan aggódik, hogy Jake elhidegül tőle, ezért próbál több időt eltölteni vele. Az epizód címe: Charlie magyarázza Alannek az állapotát. |     |                                                                                |               |                      |              |
| 109. | 13. | Nedves a föld (The soil is moist)                                              | James Widdoes | 2008. március 31.    | 14,5 millió  |
| Alan egy olyan nővel kezd el randizni, aki Judith baráti körének a tagja. Több részletet is megtud Judith és Herb szexuális életéből, mint amennyire kíváncsi. Végül teljesen rákattan a témára, ami miatt a nő kirúgja. Az epizód címe: Herb használja metaforaként az ültetést a szexhez. |     |                                                                                |               |                      |              |
| 110. | 14. | Pásztoróra (Winky-dink time)                                                   | James Widdoes | 2008. április 14.    | 13,94 millió |
| Charlie-t felismeri egy nő a kávézóban, mint régi jó ismerősét, de neki fogalma sincs róla, hogy kicsoda ő. Mivel Jake szerelmes lesz a nő lányába, ezért egy kettős randi tűnik jó ötletnek - ahol viszont el kell hitetnie vele, hogy tudja, ki ő. Közben Alannek is leszervez egy prostituáltat, aki ki nem állhatja őt. Az epizód címe: Alan mondja akkor, amikor megkérdezi a prostituáltat, hogy a késése lerövidíti-e az együtt töltött időt |     |                                                                                |               |                      |              |
| 111. | 15. | Szado-mazo melegbár (Rough night in hump junction)                             | James Widdoes | 2008. április 21.    | 13,36 millió |
| Charlie kezd túlzásba esni a csajozás terén, és ez már Alannek is feltűnik. A tanácsára végül elmegy Dr. Freemanhez, aki szerint mindez azért van, mert tudat alatt mindvégig egy nőre vágyott - Miára. Az epizód címe: Berta mondja Charlie-ra. |     |                                                                                |               |                      |              |
| 112. | 16. | Idenézz anyu, csini vagyok? (Look at me, Mommy, I’m pretty)                    | Joel Zwick    | 2008. április 28.    | 12,91 millió |
| Evelyn és Teddy az esküvőjükre készülnek, Alan pedig mindenben segédkezik. Courtney szerint neki és Charlie-nak nem lenne szabad többet találkozgatniuk egymással, amit Charlie nem tart jó gondolatnak, és mindent megtesz, hogy jobb belátásra bírja. Az epizód címe: Evelyn mondja Courtney-nak, miközben utánozza Alant gyerekkorából |     |                                                                                |               |                      |              |
| 113. | 17. | Senki nem mondta, hogy a halat ne tartsam a szekrényben (Fish in a drawer)     | Jeff Melman   | 2008. május 5.       | 13,61 millió |
| Az esküvő napján holtan találják Teddyt. A kiérkező nyomozók több lehetséges indítékot és nyomot is megvizsgálnak. Végül kiderül, hogy Teddy és Courtney igazából egymás szeretői voltak, egy bűnözőpáros, akiknek Charlie és Evelyn pénzére fájt a foga. Az epizód a "CSI: A helyszínelők" crossover-epizódja, többen is megjelennek benne az eredeti sorozatból (amelynek szintén készült egy olyan része, amelyben Charlie Sheen, Jon Cryer és Angus T. Jones a saját karaktereiket játsszák). Az epizód címe: Evelyn mondja arról, hogy az első férje ételmérgezésben halt meg.                         |     |                                                                                |               |                      |              |
| 114. | 18. | Ha a bennem tátongó űr beszélni tudna (If my hole could talk)                  | Jon Cryer     | 2008. május 12.      | 13,82 millió |
| Jake-nek olvasónaplót kell írnia "A makrancos hölgy"-ből, de nincs kedve hozzáfogni és mindig elhagyja a könyvet. A könyvesbolban Charlie megismerkedik egy nővel, Angie-vel, aki könyvet írt az önfejlesztésből, és felkelti az érdeklődését. Később kiderül, hogy jóval idősebb nála, és Alannek is elnyeri a tetszését, amikor kifejezi a tiszteletét a csontkovácsok iránt. Az epizód címe: Charlie mondja, amikor Angie a benne is meglévő űrről beszél. |     |                                                                                |               |                      |              |
| 115. | 19. | Csak az ideális áldozatra várt (Waiting for the right snapper)                 | Jeff Melman   | 2008. május 19.      | 14,7 millió  |
| Charlie és Angie kapcsolata váratlan fordulatot vesz, amikor kiderül, hogy a nő fiának a menyasszonya Charlie exbarátnője. Nem bírván magával újrakezdi a kapcsolatot a nővel, ami az esküvő lemondásához és az Angie-vel való szakításához vezet. Közben Alan azzal próbálkozik, hogy segítsen Jake-nek megoldani a matekleckéjét, nem sok sikerrel. Az epizód címe: Charlie mondja Angie fiának, amikor az elmondja, hogy csoda, hogy senki nem akarta lenyúlni a menyasszonyát |     |                                                                                |               |                      |              |

## Hatodik évad (2008–2009)
| Sor. | Év. | Cím                                                                                     | Rendező       | Premier              | Nézettség    |
| --- | --- | --------------------------------------------------------------------------------------- | ------------- | -------------------- | ------------ |
| 116. | 1.  | Hígagyú a szerelemgyermekünk (Taterhead is our love child)                              | James Widdoes | 2008. szeptember 22. | 14,88 millió |
| Charlie találkozik egy régi barátnőjével, akinek van egy kisfia. A srác úgy néz ki és úgy viselkedik, mint Charlie, ami felveti annak a gyanúját, hogy ő az apa. Miközben Alan jót mulat az egészen, Charlie az óvszerek hatástalanságán mélázik, és eldönti, hogy havi járandóságot fizet önszántából a fiúnak. Végül kiderül, hogy a nő igazából csak vigyáz a fiúra, és nem ő az anyja. Az epizód címe: Charlie mondja Alannek, amikor kifigurázza annak Jake-re vonatkozó gondolatait.                                                                            |     |                                                                                         |               |                      |              |
| 117. | 2.  | Hallgass, Herb! (Pie hole, Herb)                                                        | James Widdoes | 2008. szeptember 29. | 13,58 millió |
| Alan kölcsönad Charlie-nak 38 dollárt, amit a bátyja nem akar visszaadni. Dühében leszívja a Mercedeséből a benzint, de még így is marad 23 dollár 78 cent tartozás. Charlie a fukarság miatt kidobja az öccsét és Jake-et, akiket Herb fogad be, Judith nagy bosszúságára. Miután Herb összebarátkozik a férfiakkal, Judith mindent megtesz, hogy kibékítse őket. Az epizód címe: Judith mondja Herbnek, amikor az megkérdezi Alantől, hogy most hova fog költözni.                                                                                                  |     |                                                                                         |               |                      |              |
| 118. | 3.  | Rohadt, béna szakácskönyv (Damn you, eggs benedict)                                     | Jean Sagal    | 2008. október 6.     | 14,07 millió |
| Charlie úgy dönt, hogy a csajozási szokásait kiszélesíti, és elkezd főzőcskézni. Alan úgy dönt, úgy él, mint a bátyja, és két nővel randizik, a vele lévő Jake pedig lerészegedik. Az epizód címe: Charlie mondja, amikor elrontja az ételt. |     |                                                                                         |               |                      |              |
| 119. | 4.  | Maga ott, aki annyira lelkesedik értem (The flavin’ and the mavin’)                     | James Widdoes | 2008. október 13.    | 14,72 millió |
| Amíg Alan autója szervizben van, Charlie fuvarozza őt a munkahelyére, ahol megtetszik neki az asszisztense, Melissa. Alan hiába könyörög, a bátyja ráhajt. Egy hosszú hétvége után aztán kidobja, aminek hátrányos következményei lesznek Alanre nézve. Az epizód címe: Alan mondja az autóúton, miközben Charlie viszi munkába |     |                                                                                         |               |                      |              |
| 120. | 5.  | A pokolban viselnek herekötőt? (A jock strap in hell)                                   | Jean Sagal    | 2008. október 20.    | 14,63 millió |
| Alan és Charlie újra belebotlanak Miss Pasternakba, aki a Charlie-val történt szakítás után idegösszeroppanást kapott, s ezután sztriptíztáncos lett. Bűntudatból Charlie megpróbál neki segíteni munkát és lakást találni, de hamarosan rá kell jönnie, hogy a nő vallásos is lett. Az epizód címe: Jake kérdezi Charlie-tól az elkárhozottak kapcsán. |     |                                                                                         |               |                      |              |
| 121. | 6.  | Folyton náci hét van (It’s always nazi week)                                            | James Widdoes | 2008. november 3.    | 12,76 millió |
| Herb panaszkodik a fiúknak, hogy a házasságukban ő az alárendelt fél. Charlie tanácsára felbátorodik, de a magabiztosságát megtöri, amikor Judith kidobja a házból. Alan kihasználja a helyzetet, és végül az ágyban kötnek ki. Eközben Herb és Charlie összebarátkoznak. Az epizód címe: Alan panaszkodik egy tévéműsor miatt amit Charlie állandóan néz. |     |                                                                                         |               |                      |              |
| 122. | 7.  | Ennél jobbat nem vehetsz (Best H.O. money can buy)                                      | James Widdoes | 2008. november 10.   | 14,50 millió |
| Miközben Herb és Charlie csajozni mennek, Alan próbál menekülni Judith szorításából. Herb végül képtelen uralkodni az érzelmein, és visszamegy a feleségéhez. Később Jake elmondja Alannek, hogy az anyja terhes, amitől teljesen leblokkol. Hogy Charlie elaltassa a srác gyanúját, azt adja be neki, hogy a szülei igazából katonai iskolába akarják őt küldeni. Az epizód címe: Herb mondja Charlie-nak és a két prostituáltnak a modellvasútja kapcsán. |     |                                                                                         |               |                      |              |
| 123. | 8.  | Pinokkió szája (Pinocchio’s mouth)                                                      | Jeff Melman   | 2008. november 17.   | 15,18 millió |
| Charlie új barátnője, Chelsea megkéri őt, hogy egyszer aludjon nála is. Egy éjszaka sor kerül erre, de Charlie kibillen a komfortzónájából és képtelen elaludni. Különféle praktikákkal próbálkozik, majd végül rálép Chelsea macskájára, ami miatt a nő kidobja a házból. Mikor Charlie második esélyt kap, és látja Chelsea, hogy mi mindennel készült, hirtelen engedékenyebb lesz. Jake rossz fát tesz a tűzre a suliban, és Alanre várna a feladat, hogy megértesse vele a büntetés súlyát. Az epizód címe: Charlie mondja Chelsea fából készült vécédeszkájára. |     |                                                                                         |               |                      |              |
| 124. | 9.  | Az ingyenélő Búú-ról (The mooch at the boo)                                             | Jeff Melman   | 2008. november 24.   | 14,95 millió |
| Charlie új szomszédja a korábbi NFL-játékos, Jerome lesz. Jake randizni kezd a lányával, Celeste-tel, amiért Charlie-nak kell tartania a hátát. Végül ő és Jerome összebarátkoznak. Alan egy nővel randizik, amihez Charlie Mercedesét használja fel, és mivel Evelyn nincs otthon a hétvégén, felvágásból az ő házába viszi el szexelni. A nő viszont lelép az autóval és Alan ruháival, aminek kínos következményei lesznek. Az epizód címe: Alan mondja a randijának Charlie-val és a házával kapcsolatosan                                                        |     |                                                                                         |               |                      |              |
| 125. | 10. | Ha kaját szagol, mohó lesz (He smelled the ham, He got excited)                         | Jeff Melman   | 2008. december 8.    | 15,59 millió |
| Evelyn felajánlja, hogy kifizeti Jake továbbtanulási költségeit. Alan ennek hatására úgy érzi, nem kell már többé hajtania, és úgy dönt, örökre a bátyja házában marad. Charlie erre lakbért szeretne szedni az öccsétől, ami viszont Alan szerint túl magas. Jake felfedezi, hogy ügyes a konyhaművészetekben, de végül ez is rosszul sül el. Az epizód címe: Alan válasza arra, mikor Charlie azt mondja, hogy Jake megharapta az ujját szendvicsevés közben |     |                                                                                         |               |                      |              |
| 126. | 11. | Az ördög olaja (The Devil’s Lube)                                                       | Jeff Melman   | 2008. december 15.   | 17,92 millió |
| Charlie régi haverja, Andy meghal, és ez arra készteti, hogy felülvizsgálja az életét. Mindenkitől bocsánatot kér, kivéve Alantől, aki pedig magára gondolva azt mondja neki, hogy mindig lesz valaki, akire számíthat. Charlie azonban Rose-ra gondol, akinek már majdnem meg is kéri a kezét, mire rájön, hogy jól van. Ezalatt Berta azzal cukkolja Alant, hogy Charlie ráhagyta a házat a végrendeletében. Az epizód címe: Andy mondja Charlie-nak az ördög vasvillájának fényesítéséről                                                                          |     |                                                                                         |               |                      |              |
| 127. | 12. | Hála az égnek a betegekért (Thank God for scoliosis)                                    | Jeff Melman   | 2009. január 12.     | 17,10 millió |
| Charlie és Jake ugyanazon pincérnőre próbálnak hajtani. Alan és recepciósa, Melissa összejönnek, de bekerül a képbe Melissa anyja. Az epizód címe: Alan mondja Melissának, mikor kiderül, hogy fél óráig nem jön a következő páciens |     |                                                                                         |               |                      |              |
| 128. | 13. | Szerintem megbántottad (I think you offended Don)                                       | Jeff Melman   | 2009. január 19.     | 16,09 millió |
| Judith terhes, és Alan meg van róla győződve, hogy ő az apa. Charlie szerint azonban még az sem biztos, hogy Herb az apja. Alan először Jake-hez próbál közelebb kerülni, majd átmegy, hogy Herb segítségével megcsinálják a babaszobát. Charlie igyekszik utánajárni, mi baja van Jake-nek, és mikor rájön, hogy egy lány van a dologban, csajozási tippeket ad. Az epizód címe: a részeg Charlie mondja Alannek a taxisofőrjükkel kapcsolatban |     |                                                                                         |               |                      |              |
| 129. | 14. | Azt hiszem, David Copperfield partidrogot adott (David Copperfield slipped me a roofie) | Jeff Melman   | 2009. február 2.     | 16,55 millió |
| Alan negyvenedik születésnapi meglepetésbulijára Melissát viszi magával, aki meg van róla győződve, hogy a rokonai szánalmas bulit hoztak össze és rémesen bánnak vele. Ezért felajánlja, hogy Alan költözzön hozzá, amibe eleinte bele is megy, de az ottani bizarr szokások miatt végül mégis hazaköltözik. Az epizód címe: Berta mondja a buliban megjelenő bűvészről. |     |                                                                                         |               |                      |              |
| 130. | 15. | Kezdjük a macska nevével (I’d like to start with the cat)                               | Jeff Melman   | 2009. február 9.     | 15,00 millió |
| Chelsea fél komolyra fordítani kapcsolatát Charlie-val, mert úgy véli, a férfi még mindig olyan, mint régen. Elhatározzák, hogy Dr. Freemanhez mennek párterápiára. Jake megunja, hogy Charlie mindig megeszi a hűtőből a kajáját, ezért eldönti, hogy megjelöli azt. Az epizód címe: Charlie mondja Chelsea-nek, mikor felmerül, hogy nem is ismeri őt igazán. |     |                                                                                         |               |                      |              |
| 131. | 16. | Neki most már édesmindegy (She’ll still be dead at halftime)                            | Jeff Melman   | 2009. március 2.     | 15,47 millió |
| Miközben Chelsea az exanyósa temetéséről tart haza, Charlie-nak el kell tüntetnie egy félmeztelen nőt a lakásából. Jake felismeri a lányt a poszterei egyikéről, ugyanis ő modell. Közben Alan nem engedi Jake-et vezetni. Az epizód címe: Charlie mondja Chelsea-nek, amikor az félbeszakítja a kosármeccset, amit néz |     |                                                                                         |               |                      |              |
| 132. | 17. | A "fog", vagy a "lalt"? (The ’Ocu’ or the ’Pado’?)                                      | James Widdoes | 2009. március 9.     | 13,44 millió |
| Charlie saját meglepődésére is bevallja Chelsea-nek, hogy szereti, de nem egészen azt a választ kapja, amire számított. Miután Dr. Freemannél is hiába jár, elhatározza, hogy vissza fogja szerezni az egészséges egyensúlyt az életébe. Az epizód címe: Alan kérdezi Charlie-tól, hogy a "foglalt" szó melyik részét nem értette, miközben a fürdőszobában volt |     |                                                                                         |               |                      |              |
| 133. | 18. | Láttam a fiam fejét kibújni (My son’s enormous head)                                    | James Widdoes | 2009. március 16.    | 14,12 millió |
| Chelsea beteg lesz, ezért Charlienak kell ápolnia őt. Kezdetben nem túl lelkes és nehezen mennek neki a dolgok, de aztán sok tippet kap Alantől. Az epizód címe: Alan mondja Jake születéséről. |     |                                                                                         |               |                      |              |
| 134. | 19. | Kétujjas szabály (The two finger rule)                                                  | James Widdoes | 2009. március 30.    | 14,56 millió |
| Chelsea érdekes fényképeket talál Charlie telefonján - ennek következtében Charlie, Alan, Gordon, Herb és Jerome a szexuális életükről beszélgetnek. Melissa még mindig bünteti Alant azért, mert véletlenül lefeküdt az anyjával. Charlie végül belátja, hogy nem akar olyan lenni, mint a többiek, és kibékül Chelsea-vel. Végül Jake és Celeste is újra összejönnek. Az epizód címe: Herb mondja Judith szemöldökkel kapcsolatos szabályáról. |     |                                                                                         |               |                      |              |
| 135. | 20. | Helló, a nevem Alan Cousteau (Hello, I am Alan Cousteau)                                | James Widdoes | 2009. április 13.    | 15,03 millió |
| Charlie ideges, mert tart tőle, hogy az első találkozás alkalmával Chelsea és az anyja összebarátkozhatnak. Evelyn ráadásul megvesztegette Alant egy Rolex órával, Jake-et pedig pizzával, hogy ők se hangolhassák ellene Chelsea-t. Charlie ezért úgy dönt, hogy akkor ő pedig Chelsea kiállhatatlan anyjával barátkozik össze. Az epizód címe: Alan mondja, miközben kipróbálja, hogy vízálló-e a Rolexe. |     |                                                                                         |               |                      |              |
| 136. | 21. | Tiszteletbeli küklopsz (Above Exalted cyclops)                                          | James Widdoes | 2009. április 27.    | 14,16 millió |
| Chelsea vakrandit szervez Alannek ez egyik barátnőjével, akiről döbbenetes módon kiderül, hogy ő Rose. A dolgok eleinte jól alakulnak, de végül Rose visszatér a régi Charlie-követő módszeréhez, Alan pedig egy modellautóval a heréjére ragasztva köt ki. Az epizód címe: Rose mondja Charlie-nak Chelsea anyjáról. |     |                                                                                         |               |                      |              |
| 137. | 22. | Sir Lancelot alomtálcája (Sir Lancelot’s litter box)                                    | Jon Cryer     | 2009. május 4.       | 14,17 millió |
| Chelsea beköltözik Charlie-hoz, ami mindkét férfinál feszültséget okoz. Charlie-t frusztrálja, hogy átrendeződnek a dolgai, Alan pedig bosszús, amiért a kacatok az ő szobájában kötnek ki. Az epizód címe: Chelsea mondja Charlie-nak, hogy mi az a doboz a zuhanyzó mellett. |     |                                                                                         |               |                      |              |
| 138. | 23. | Jó reggelt, Mrs. Butterworth (Good morning, Mrs. Butterworth)                           | Mark Roberts  | 2009. május 11.      | 13,11 millió |
| Alan minden munkát megcsinál, Chelsea örömére, amit Charlie nem akar a ház körül. Megtanul hasbeszélni is, amivel kitol Charlie-val és eléri, hogy összebalhézzanak Chelsea-vel. AZ epizód címe: Charlie mondja Alannek, miközben az főz. |     |                                                                                         |               |                      |              |
| 139. | 24. | A baseball sokkal jobb volt, amíg doppingoltak (Baseball was better with steroids)      | Lee Aronsohn  | 2009. május 18.      | 16,18 millió |
| Mia visszatér, és ez kételyeket ébreszt Charlie-ban. Judith szülése megindul, a kórházban pedig Alan újra találkozik Melissával. Jake kistestvére kislány lesz, de hogy ki az apja, még mindig kérdéses. Herb eltöri a lábát nem sokkal azelőtt, hogy beindulna a szülés, így ő mindebből kimarad. Az epizód címe: Charlie mondja Chelsea-nek, miközben egy baseballmeccset néznek. |     |                                                                                         |               |                      |              |

## Hetedik évad (2009–2010)
| Sor. | Év. | Cím                                                                     | Rendező       | Premier              | Nézettség    |
| --- | --- | ----------------------------------------------------------------------- | ------------- | -------------------- | ------------ |
| 140. | 1.  | 818-jklpuzo (818-jklpuzo)                                               | James Widdoes | 2009. szeptember 21. | 13,63 millió |
| Miután Charlie belebotlott Miába, a nő azt kéri tőle, hogy segítsen az énekesnői karrierje beindításában. Charlie hezitál, míg Chelsea javaslatára mégis belemegy. Mia hangja borzasztó, és rá is mozdul Charlie-ra, aki viszont Dr. Freeman javaslatára hű marad Chelsea-hez. Alan és Melissa újra összejönnek, és össze is költöznek, Charlie-nál. Az epizód címe: Alan mondja, mint Charlie memoriterét Chelsea telefonszámára. |     |                                                                         |               |                      |              |
| 141. | 2.  | Ezzel a generációval nem számoltunk (Whipped unto the third generation) | James Widdoes | 2009. szeptember 28. | 13,86 millió |
| Chelsea kérésére Charlie beleegyezik, hogy Melissa beköltözzön a házba. Ez a nők uralmát hozza magával, és Charlie egy éjszakát egy hotelben kényszerül tölteni, miután bulit szerveznek. Alan a nők mellett áll ki, de végül ő is repül. A Harper fivérek Evelyn segítségével viszályt szítanak a két nő közt, hogy visszafoglalják a házat. Az epizód címe: Charlie megjegyzése, amikor már azt látja, hogy Celeste is irányítja Jake-et. |     |                                                                         |               |                      |              |
| 142. | 3.  | Hmm, hal, felfalom (Mmm, Fish. Yum.)                                    | James Widdoes | 2009. október 5.     | 13,07 millió |
| Míg Judith és Herb távol vannak, Alan vigyáz a kislányra, Judith anyjával, Lenore-ral együtt. Charlie véletlenül elgázol egy macskát, akiről úgy hiszi, hogy Sir Lancelot, Chelsea cicája. Jake lefényképezi az esetet, és a fotóval zsarolja a bácsikáját. Az epizód címe: Alan mondja, amikor meglátja a halat az asztalon. |     |                                                                         |               |                      |              |
| 143. | 4.  | Kísérleti nyúl, ló inszeminátor (Laxative tester, horse inseminator)    | James Widdoes | 2009. október 12.    | 14,17 millió |
| Alan és Melissa sehol nem tudnak szexelni, ezért Alannek támad egy ötlete: az anyjának segít az ingatlanközvetítésben, de valójában az üresen álló házakat használják ki alkalmakra. Mikor Evelyn egyszer rájuk nyit, menekülniük kell, a pucér Alant pedig letartóztatják. Közben Charlie-nak elege van abból a stílusból, ahogy Jake viselkedik Chelsea-vel, így úgy dönt, megleckézteti unokaöccsét. Az epizód címe: Charlie mondja Alannek, hogy milyen más munkákat vállalhatna el ahelyett, hogy az anyjának dolgozna.                                                           |     |                                                                         |               |                      |              |
| 144. | 5.  | A gyerek kedvéért (For the sake of the child)                           | James Widdoes | 2009. október 19.    | 14,07 millió |
| Alan és Charlie folyton cukkolják Jake-et, miközben vezetni tanul, majd megszégyenítik őt egy csoport lány előtt. Jake ennek hatására úgy dönt, nem tölt velük több időt a házban. Csak Judith hatására kerül pont az ügy végére, miközben Charlie és Alan a saját problémáikat egy régi párkapcsolati könyv segítségével igyekeznek rendezni. Az epizód címe: Alan mondja, hogy tegyék félre a nézetkülönbségeiket Charlie-val, hogy Jake újra jöhessen hétvégénként. |     |                                                                         |               |                      |              |
| 145. | 6.  | Add az ujjadat! (Give me your thumb)                                    | James Widdoes | 2009. november 2.    | 13,51 millió |
| Chelsea hátfájdalmakra panaszkodik, ami Alan szerint azért van, mert túl nagyok a mellei, és talán kisebbíttetnie kellene őket. Charlie a javaslat miatt olyan dühös lesz Alanre, hogy kidobja őt a házból, ezért egy darabig Evelynnél kell meghúznia magát. Látván, hogy milyen fontos ez Charlie-nak, Chelsea végül eláll a műtéttől, Alant pedig elijeszti az anyja, hogy visszazavarja Charlie-hoz. Az epizód címe: Evelyn mondja Alannek, amikor az ujjlenyomatát kéri dokumentumhamisításhoz.                                                                                   |     |                                                                         |               |                      |              |
| 146. | 7.  | Tudod a makulátlanságát (Untainted by filth)                            | James Widdoes | 2009. november 9.    | 14,44 millió |
| Evelyn bejelenti, hogy talált időpontot Charlie és Chelsea esküvőjére, ami június 26-án lesz a Bel Air Hotelben, és ő állja a költségeket. Még aznap este Alan és Charlie találkoznak egy nővel, akivel aztán másnap egy ágyban ébrednek, de egyikük sem emlékszik, mi történt. Charlie-t azonban folyamatosan nyomasztják az előző éjszaka emlékképei. Az eseményt úgy döntenek, titokban tartják, de Evelyn gyanút fog. Az epizód címe: Charlie mondja ezt arról, mit jelképez a fehér rózsa.                                                                                        |     |                                                                         |               |                      |              |
| 147. | 8.  | Azta. Rohadt. Életbe. (Gorp. Fnark. Schmegle.)                          | James Widdoes | 2009. november 16.   | 13,69 millió |
| Chelsea vendégül látja Gailt, a régi kollégiumi szobatársát a házban, mert a nő épp most szakított a barátjával. Charlie-t természetesen nem hagyja hidegen a dolog, és azon gondolkodik, hogy ez igazából nem egy teszt-e a hűségét illetően. Ezért Berta javaslatára Alant is bevonja a dolgokba. Az epizód címe: először Alan mondja, amikor meglátja Gailt, majd Charlie, amikor édeshármasról álmodik Chelsea-vel és Gail-lel. |     |                                                                         |               |                      |              |
| 148. | 9.  | Terry kapitány hajpótlója (Captain Terry’s spray-on hair)               | James Widdoes | 2009. november 23.   | 13,91 millió |
| Charlie-t aggasztja, hogy nem tudja szexuálisan kielégíteni Chelsea-t. Miközben megpróbálja kinyomozni ennek okát, kiderül, hogy igazából az volt rá rossz hatással, hogy az exférje újra megnősült. Alan észreveszi, hogy kopaszodik, és az internetről rendel magának ellenszert, ami katasztrofális következményekkel jár. Az epizód címe: Charlie olvassa le Alan készítményének címkéjéről. |     |                                                                         |               |                      |              |
| 149. | 10. | Akkor mi értelme az egésznek? (That’s why they call it ball room)       | James Widdoes | 2009. december 7.    | 14,84 millió |
| Az esküvő előtt vita merül fel a tánccal kapcsolatban, ezért Charlie és Chelsea táncleckéket vesz. Közben kiderül, hogy Chelsea rengeteg, eddig eltitkolt vagyonnal rendelkezik, amivel még talán Charlie-nál is gazdagabb. Mindeközben Alan a régi esküvői videóját nézi újra. Az epizód címe: Charlie mondja Alannek, amikor az azt mondja neki, hogy tánc közben nem érhetnek össze illetlenül. |     |                                                                         |               |                      |              |
| 150. | 11. | Vigyázz, malac történet (Warning, it’s dirty)                           | James Widdoes | 2009. december 14.   | 16,37 millió |
| Karácsony este parti van Charlie-nál. Azt javasolja Jake-nek, hogy ha Celeste úgysincs a városban az ünnepekkor, nyugodtan csalja meg őt azzal a lánnyal, akivel a tengerparton találkozott, de a dolog balul sül el. Ezután elszabadul a pokol. Evelyn egy híres tévés személyiséget, Marty Peppert hozza magával, akinek meg akarja kaparintani a lakását halála esetére. Az epizód címe: Marty mondja, amikor elmeséli, honnan tudta, hogy Lucille Ball nem természetes vörös hajú.                                                                                                 |     |                                                                         |               |                      |              |
| 151. | 12. | A fingós vicceket, a sütit és Celestet (Fart jokes, pie and Celeste)    | James Widdoes | 2010. január 11.     | 17,27 millió |
| Jake még mindig dühös, amiért a rossz tanács miatt Celeste szakított vele, ezért úgy dönt, hogy egy szerelmes dallal hódítja őt vissza. Alan és Herb egyre több időt töltenek el együtt, amit Judith nem néz jó szemmel, és el akarja tiltani őket egymástól. Az epizód címe: Jake mondja, hogy miket szeret a világon. |     |                                                                         |               |                      |              |
| 152. | 13. | Hurrá, nincs polipod! (Yay, No polyps!)                                 | James Widdoes | 2010. január 18.     | 16,2 millió  |
| Charlie-nak találkoznia kellene Chelsea szüleivel, de hogy elkerülje, inkább elmegy kolonoszkópiára. Chelsea rájön a trükkre, ezért elhozza őket Los Angelesbe. Miután Alan és Charlie elbeszélgetnek Tommal, az apával, kiderül számukra, hogy homoszexuális, és egy afroamerikai katonatársával van együtt titokban. Ez viszont szöges ellentéte a feleségének, Marthának, aki rasszista és homofób. Miután a dolgokra fény derül, a házaspár szakít. Az epizód címe: Alan mondja, miután megérkezik Charlie kolonoszkópia-eredménye.                                                |     |                                                                         |               |                      |              |
| 153. | 14. | Ez felesleges és durva volt (Crude and uncalled)                        | James Widdoes | 2010. február 1.     | 16,51 millió |
| Egy kocsmai verekedés után Alan a börtönben köt ki. A védőügyvédje, Brad, Charlie szerint nagyon sármos és előkelő, és attól tart, hogy Chelsea-nek talán megtetszik. Az ügyvéd elhívja őket egy jótékonysági eseményre, ahová Charlie nem megy el, hogy próbára tegye Chelsea hűségét. Az epizód címe: Evelyn mondja Charlie-nak, aki utal egy lehetséges közeli bírósági ügyre. |     |                                                                         |               |                      |              |
| 154. | 15. | Igenis, kapitány! (Aye, aye, captain)                                   | James Widdoes | 2010. február 8.     | 17,66 millió |
| Chelsea későn ér haza a jótékonysági eseményről, ami miatt Charlie féltékeny lesz. Összevesznek, és Chelsea elmegy, ami miatt Charlie depresszióba süllyed. Később találkoznak egy kávézóban, hogy megbeszéljék a dolgokat, de amikor Charlie lehány egy kisgyereket, Chelsea felbontja az eljegyzést. Az epizód címe: Jake mondja szarkasztikusan Charlie-nak, amikor az megkéri, hogy halkítsa le a tévét. |     |                                                                         |               |                      |              |
| 155. | 16. | Rózsavizet pisikélt (Tinkle like a princess)                            | James Widdoes | 2010. március 1.     | 16,86 millió |
| Szakításuk után Charlie Las Vegasba utazik, ahonnét egy feleséggel, Betsyvel tér haza. Csakhamar kiderül számára, hogy az új felesége igazából férjnél van. Ezután Tomnál és barátjánál, Ednél keres tanácsot. Az epizód címe: Charlie mondja Alannek, hogy nem tud kimenni vécére, mert az is Chelsea-re emlékezteti. |     |                                                                         |               |                      |              |
| 156. | 17. | Megtaláltam a bajszodat (I found your moustache)                        | James Widdoes | 2010. március 8.     | 17,61 millió |
| Chelsea randizgatni kezd Braddel, Charlie pedig a nyomában jár. Az események, valamint Tom és Ed tanácsai arra késztetik Charlie-t, hogy értékelje át az életét és Alanhez való viszonyát is. Az epizód címe: Chelsea mondja Charlie-nak, amikor megtalálja az álbajuszát. |     |                                                                         |               |                      |              |
| 157. | 18. | Mintha mi sem történt volna (Ixnay on the oggie day)                    | James Widdoes | 2010. március 22.    | 14,46 millió |
| Jake fodrásznál jár, Charlie pedig elkíséri. Ott találkozik újra Gail-lel, akivel lefekszik, de aztán megtudja, hogy Chelsea-nek problémái vannak Braddel. Újra megpróbál összejönni vele, de elmeséli az afférját, aminek nem lesz jó vége. Közben Alan egyik női páciensének nagyon tetszik a kezelés, és annyi pénzt fizet érte, hogy Alan aggódni kezd, nehogy selyemfiúnak nézzék. Az epizód címe: Charlie mondja Gail-nek, amikor arra kéri, hogy a viszonyuk maradjon titokban.                                                                                                 |     |                                                                         |               |                      |              |
| 158. | 19. | Keith Moon a sírjában is okádik (Keith Moon is vomiting in his grave)   | James Widdoes | 2010. április 12.    | 13,71 millió |
| Jake-re rossz hatással van új barátja, Elridge, ezért büntetésbe kerül, de Charlie hagyja őt megszökni. Alan beszélni akar Elridge anyjával, de a nő, Lyndsey nagyon megtetszik neki, és így a dolgok egész más irányt vesznek. Az epizód címe: Charlie mondja Eldridge kapcsán, hogy mely másik dobosok hánytak bele egy kosárba. |     |                                                                         |               |                      |              |
| 159. | 20. | Vaksinak neveztem (I called him Magoo)                                  | James Widdoes | 2010. május 10.      | 13,86 millió |
| Miután Elridge rájuk nyit, Alan és Lyndsey nyugodtabb körülmények között akarnak szexelni de ez nem sikerül: hiába mennek hotelbe, Lyndsey feszült, Alannek pedig rendetlenkedik a gyomra. Közben Charlie azért fizet egy prostituáltnak, hogy egy estére eljátssza, hogy ő a barátnője. Az epizód címe: Berta meséli egy öreg, vak macskájáról. |     |                                                                         |               |                      |              |
| 160. | 21. | Mint egy gyurmafigura (Gumby with a pokey)                              | James Widdoes | 2010. május 17.      | 13,28 millió |
| Charlie álmatlansággal küzd, ezért felirat a gyógyszerészével terápiás marihuánát. Miután Bertával együtt elszívják, a régi barátnői jelennek meg előtte látomásként. Közben Alan és Jake Sacramentóba mennek, hogy elhozzanak Judith-nak egy értékes faliórát. Az epizód címe: Charlie gyógyszerésze mondja, milyen az, amikor a Viagrát izomlazítóval együtt veszik be. |     |                                                                         |               |                      |              |
| 161. | 22. | Úgy érzem, ennek nem lesz jó vége (This is not gonna end well)          | Lee Aronsohn  | 2010. május 24.      | 15,46 millió |
| Jake-et megzavarja vezetés közben Charlie, amiért megállítja őket a rendőr. Hogy ne legyen baj, helyet cserélnek, így azonban a rengeteg korábbi büntetés miatt bevonják Charlie jogosítványát, így Jake lesz az állandó sofőrje. Alan hivatalos lesz Chelsea szülinapi bulijára, ahová Charlie is szeretne bejutni. Jake-et használja fel, hogy ajándékot adhasson neki, aminek hatására Chelsea megenyhül, de Charlie-t letartóztatják, mert részegen jogosítvány nélkül vezetett. Az epizód címe: Charlie mondja, miután részegen, jogostívány nélkül beleütközik egy rendőrautóba. |     |                                                                         |               |                      |              |

## Nyolcadik évad (2010–2011)
| Sor. | Év. | Cím                                                                                      | Rendező       | Premier                                  | Nézettség    |
| --- | --- | ---------------------------------------------------------------------------------------- | ------------- | ---------------------------------------- | ------------ |
| 162. | 1.  | A fojtogatós szexet sosem szerettem (Three girls and a guy named Bud)                    | James Widdoes | 2010. szeptember 20. 2011. szeptember 2. | 14,65 millió |
| Jake-et rajtakapja Charlie és Alan, hogy két lány megy ki reggel a szobájából, Alan pedig összejön Elridge anyjával, Lyndsey-vel. Mikor ezt Jake megtudja, megsértődik az apjára, és úgy dönt, többet nem megy a Harper-házba. Miután Charlie kínos helyzetbe kerül a piálása miatt, elhatározza, hogy megpróbál leszokni. Az epizód címe: Charlie mondja Alannek, amikor az orgiákról magyaráz Alannek. |     |                                                                                          |               |                                          |              |
| 163. | 2.  | Egy üveg bor és egy légkalapács (A bottle of wine and a jackhammer)                      | James Widdoes | 2010. szeptember 27. 2011. szeptember 9. | 13,92 millió |
| Lyndsey megkéri Alant, hogy költözzenek össze. Ezt elsőre nem szeretné, de amikor rájön, hogy ez bosszantaná Judith-ot, belemegy. Charlie megvesztegeti Jake-et és Elridge-t, hogy ők is támogassák. Ám később Alan találkozik Melissával, akinek azt hazudja, hogy egyedülálló, és együtt szexelnek Charlie házában. Az epizód címe: Charlie mondja Alannek, hogy mi kell ahhoz, hogy kielégítse Lyndsey-t. |     |                                                                                          |               |                                          |              |
| 164. | 3.  | Pudinggal töltött kaktusz (A pudding-filled cactus)                                      | James Widdoes | 2010. október 4. 2011. szeptember 16.    | 14,37 millió |
| Miután Alan lefeküdt Melissával, nem akarja őt elengedni, ezért megjátssza, hogy még mindig a bátyja házában él. Evelyn és Charlie tanácsára végül szakít vele - SMS-ben, aminek komoly következményei lesznek. Mikor visszamenne Lyndsey-hez, véletlenül felgyújtja a függönyt, ami miatt az egész ház leég, és mind hajléktalanok lesznek. Az epizód címe: így írja le Alan Charlie-t Lyndsey előtt. |     |                                                                                          |               |                                          |              |
| 165. | 4.  | Kurvák, kurvák, kurvák (Hookers, hookers, hookers)                                       | James Widdoes | 2010. október 11. 2011. szeptember 23.   | 13,47 millió |
| Lyndsey, Alan, és Elridge mind visszaköltöznek Charlie-hoz, miután minden odaveszett a lakástűzben. Charlie kifigurázza őket, de ottfelejti a mobilját a romok között. Mikor visszamegy érte, találkozik Lyndsey exférjével, Chrisszel, majd csatlakozik hozzájuk Alan, Gordon, a pizzásfiú, és Herb. Komoly beszélgetés bontakozik ki köztük, de végül megérkezik Lyndsey, aki elmegy kávézni Chrisszel, Herböt hazahívja Judith, Gordonnak tovább kell állnia, Charlie pedig egy süket prostival megy el, egyedül hagyva így Alant. Az epizód címe: Charlie mondja, miközben a telefonkönyvét nézegeti. |     |                                                                                          |               |                                          |              |
| 166. | 5.  | A halhatatlan Billy Joel-től (The Immortal Mr. Billy Joel)                               | James Widdoes | 2010. október 18. 2011. szeptember 30.   | 13,54 millió |
| Alan egyedül marad a hétvégére és nagyon magányos. Egy hirtelen ötlettől vezérelve Charlie-nak adja ki magát, és felszed egy nőt a bárban, aki viszont tudja, hogy ő nem Charlie. Kivágja magát azzal, hogy kedveli a szerepjátékokat, de ennek csúnya vége lesz. Az epizód címe: Alan mondja, hogy kitől fog játszani egy dalt a zongorán. |     |                                                                                          |               |                                          |              |
| 167. | 6.  | Miközben te polírozod a bohócot (Twanging Your Magic Clanger)                            | James Widdoes | 2010. október 25. 2011. október 7.       | 13,77 millió |
| Charlie Michelle-lel kezd el járni, egy nála négy évvel idősebb nővel, ami enyhén frusztrálni kezdi. Különösen, amikor megismeri Michelle 20 éves, biszexuális, amatőr pornósztár lányát. Közben Alan, akinek végre lett egy kis szabadideje, úgy dönt, hogy maszturbál, a legkülönfélébb helyeken, aminek az lesz a vége, hogy letartóztatják. Az epizód címe: Charlie mondja Alanre, amiért a kanapén maszturbált. |     |                                                                                          |               |                                          |              |
| 168. | 7.  | Őrült Tyúkok Magazin (The Crazy Bitch Gazette)                                           | James Widdoes | 2010. november 1. 2011. október 14.      | 13,64 millió |
| Michelle megismeri Rose-t, és megrémül tőle. Mikor nyilvánvalóvá válik számára, hogy kötődik Charlie-hoz, szakít vele. Ezután Rose közli Charlie-val, hogy hamarosan hozzámegy egy Manny Quinn nevű fickóhoz. Charlie nem hisz neki, ezért Alannel elmennek a templomba, és látják leskelődve, hogy csakugyan esküvő van. Charlie szerelmi bánattal telve megy el, azonban kiderül, hogy az esküvő csak színjáték, mert Rose-t kivéve minden résztvevő csak egy kirakatbábu. Az epizód címe: Charlie mondja, hogy Rose esküvőjéről melyik újságban cikkezhettek. |     |                                                                                          |               |                                          |              |
| 169. | 8.  | Tavaszi tekercs (Springtime On A Stick)                                                  | James Widdoes | 2010. november 8. 2011. október 21.      | 13,63 millió |
| Charlie tönkreteszi Jake randiját, aki ezért bosszúra szomjazik. Kitalálja, hogy az éppen bánatos Evelynnek születésnapi bulit kellene szervezni Charlie házában. A szervezés közben kiderül, hogy Charlie gyógyszerésze, Russell, ideális partner lehetne Evelynnek, de a dolgok kissé más irányt vesznek. Az epizód címe: Russell így jellemez egy bedrogozott nyalókát. |     |                                                                                          |               |                                          |              |
| 170. | 9.  | Ha elvetődnél valamikor Afrikába (A Good Time In Central-Africa)                         | James Widdoes | 2010. november 15. 2011. október 28.     | 14,25 millió |
| Berta egy családi rendezvény miatt elutazik néhány napra. Helyette egy beugró, Esmeralda vezeti a háztartást, aki szemlátomást sokkal jobb házvezetőnő, mint Berta. Lyndsey úgy dönt, hogy inkább mégis Alannel jár, Alan viszont aggódni kezd, hogy a bosszúszomjas Chris az életére tör. Az epizód címe: Charlie mondja, amikor sorolja, miért hasznos több nyelven is ismernie azt, hogy "szeretlek". |     |                                                                                          |               |                                          |              |
| 171. | 10. | Au, au, au, folytasd! (Ow, Ow, Don’t Stop)                                               | James Widdoes | 2010. november 22. 2011. november 4.     | 14,39 millió |
| Courtney-t kiengedik a börtönből, Charlie pedig újra kiveti rá a hálóját. A nő viszont teljesen rátelepszik, amit Charlie is megérez, és szakítani akar vele. De mégsem teszi meg, és ennek érdekében még egy üvegajtón is kész átugrani, ami miatt kórházba kerül. Az epizód címe: Charlie mondja, akit, miközben tele van sérülésekkel, megcsókol Courtney. |     |                                                                                          |               |                                          |              |
| 172. | 11. | Deréktól lefelé béna vagyok (Dead from waist down)                                       | James Widdoes | 2010. december 6. 2011. november 11.     | 13,41 millió |
| Alan le van égve, és így egy szép születésnapi ajándékot se tud venni Lyndsey-nek. Pluszmunkát is vállal, de az ezért kapott pénzért csak átverik egy ékszerrel. Hozzányúlna Jake főiskolára eltett pénzéhez, azt gondolván, hogy úgysem megy oda, de Jake váratlanul bejelenti, hogy mégis szeretne menni. Nem marad más választása, ellopja Judith egy pár fülbevalóját, és azt adja oda neki. Az epizód címe: Alan mondja, miután teljesen kimerült, hogy Lyndsey ezután biztos szexelni akar vele. |     |                                                                                          |               |                                          |              |
| 173. | 12. | Nem "csokis falat", inkább "meghalt a kiskutyám" (Chocolate Diddlers or My puppy’s dead) | James Widdoes | 2010. december 13. 2011. november 18.    | 13,95 millió |
| Charlie szakít Courtney-val, de ezután egyre furcsábban kezd el viselkedni. Miután az állapota egyre aggasztóbb lesz, úgy dönt, hogy beszél Dr. Freemannel. Ezután Alannel együtt megnézik a Glee-t. Az epizód címe: Charlie és Alan az új "Csokis falat" reklámdal sötét tónusa kapcsán mondják. |     |                                                                                          |               |                                          |              |
| 174. | 13. | Borz, kutyaszar és ketchup (Skunk, Dog Crap and Ketchup)                                 | James Widdoes | 2011. január 3. 2011. november 25.       | 15,36 millió |
| Charlie és Lyndsey felfedezik, hogy közös bennük a sportfogadás iránti vonzalom. Alan féltékenykedni kezd, és aggódik, amikor Charlie is hivatalos lesz a lakásavató buliba. Kémkedni kezd, aminek az lesz a vége, hogy lespricceli őt egy borz. Megszégyenül, és bár kap egy újabb esélyt, a viselkedésével alaposan elpuskázza a dolgot. Az epizód címe: Alan mondja Lyndseynek, amikor az megkérdezi, hogy mi ez a bűz. |     |                                                                                          |               |                                          |              |
| 175. | 14. | Jönnek a japcsik, kapitány? (Lookin for japanese subs)                                   | James Widdoes | 2011. január 17. 2011. december 2.       | 15,56 millió |
| Rose és Charlie újra találkoznak, néhány hónappal a kamuházasság után. Charlie rájön, hogy szerelmes belé, és most fordul a kocka: ő lesz az, aki mindig a nyomában jár. Rose megjátssza, hogy házas asszony, de aztán végül "félrelép". Közben Jake és Elridge Jackass-stílusú trükköket akarnak csinálni. Az epizód címe: Alan mondja Charlie-nak, aki egy távcsővel kukkolja Rose-t. |     |                                                                                          |               |                                          |              |
| 176. | 15. | Három lotyó és egy steak (Three hookers and a philly cheesesteak)                        | James Widdoes | 2011. február 7. 2011. december 9.       | 15,15 millió |
| Egy másik csontkovács praxisa sokkal jövedelmezőbb a környéken, és Alan szerint ez a jó reklámok miatt van. Pénzt kér Charlie-tól, aki szó nélkül ad neki a reklámjaira. Ezen felbátorodva kér Evelyntől is, aki szintén ad neki, sőt Herb is, akit egy remek üzleti terv ötletével szed rá. A nyereségből kifizeti Charlie-t, aki viszont visszaadja neki a pénzt a kamatokkal együtt, hogy újra megforgassa. A dolog miatt bűntudata van, de a tükörképével beszélgetve rájön, hogy ez mégis egy jó ötlet. Rose és Charlie még mindig találkozgatnak; Gordon, a pizzásfiú rájön, hogy a férj igazából egy próbababa, de nem tudja elmondani Charlie-nak. Az epizód címe: Charlie mondja, hogy mi jön ki 5000 dollárból. |     |                                                                                          |               |                                          |              |
| 177. | 16. | Ne fordulj többé paphoz! (That Darn Priest)                                              | James Widdoes | 2011. február 14. 2011. december 16.     | 14,51 millió |
| Rose be akar szállni Alan üzletébe, de rájön, hogy az egész csak egy trükk, és megfenyegeti, hogy leleplezi. Válaszul Alan azzal fenyegetőzik, hogy elmondja Charlie-nak, hogy a férj igazából egy bábu. Rose felajánlja, hogy kifizeti a pénzt, amivel mindenkinek tartozik, de Alan számára fontosabb lesz a hűsége Charlie-hoz. Végül mégis beleegyezik, amikor kiderül számára, hogy Charlie elveszi feleségül Rose-t. Az epizód címe: Alan gonosz énje mondja Alannek a tükörből. |     |                                                                                          |               |                                          |              |

## Kilencedik évad (2011-2012)
| Sor. | Év. | Cím                                                                          | Rendező       | Premier                                | Nézettség    |
| --- | --- | ---------------------------------------------------------------------------- | ------------- | -------------------------------------- | ------------ |
| 178. | 1.  | Nagyon örvendek, Walden Schmidt! (Nice to Meet You, Walden Schmidt)          | James Widdoes | 2011. szeptember 19. 2012. november 9. | 28,74 millió |
| Charlie Párizsban a nászútján "véletlenül" a metró alá esik, és életét veszti. Alannek ki kell költöznie a házból, mert hiába örökös, rengeteg rajta a tartozás. Váratlanul felbukkan a parton egy internetmilliomos, Walden Schmidt, aki a feleségével való válása miatt öngyilkos akar lenni, de Alan lebeszéli róla. Összebarátkoznak, és Walden végül úgy dönt, megveszi a házat. Az epizód címe: Alan mondja Waldennek, amikor az bemutakozik neki. |     |                                                                              |               |                                        |              |
| 179. | 2.  | Az, aki szeret kukkolni (People Who Love Peepholes)                          | James Widdoes | 2011. szeptember 26. 2012. november 9. | 20,52 millió |
| Walden beköltözik a házba, amit érintetlenül hagy, Alannek viszont az anyjához kell költöznie. Walden exneje, Bridget egy utolsó esélyt ad a bizonyításra, így hogy igazolja, milyen rendes ember, visszaköltözteti Alant. Az epizód címe: Alan mondja, miután Walden felfedezi, hogy a bejárati ajtón van egy kukucskáló. |     |                                                                              |               |                                        |              |
| 180. | 3.  | A nagylányok nem kajacsatáznak (Big Girls Don't Throw Food)                  | James Widdoes | 2011. október 3. 2012. november 16.    | 17,71 millió |
| Berta marad Walden házvezetőnője is, és beköltözik a házba - Alan volt szobájába. Így Alan és Jake egy szobán kénytelenek osztozni. Jake-re nagy hatással van Walden laza életstílusa, ezért ő sem akar továbbtanulni. Bridget újra kiadja Walden útját, aki ezután bánatos lesz. Beszélni akar Judith-tal Jake-ről, de a nő rámozdul. Jake lefényképezi őket, és ezzel zsarolja az anyját, hogy ne kelljen iskolába járnia. Az epizód címe: Walden mondja, miközbenb Bridgettel randizik, és egy gyerek megdobja őt étellel. |     |                                                                              |               |                                        |              |
| 181. | 4.  | Kilenc varázsujj (Nine Magic Fingers)                                        | James Widdoes | 2011. október 10. 2012. november 16.   | 16,2 millió  |
| A bánatos Walden randizgatni kezd, és összejön Courtney-val is. Alan, aki jól ismeri a nőt, figyelmezteti Waldent a veszélyeire. Megkeresi Bridgetet, és így választania kell a két nő között. Végül, ha nehezen is, de Bridget mellett dönt. Hálából Alan visszakapja a régi szobáját, aki közben felmelegíti kapcsolatát Lyndsey-vel. Az epizód címe: Berta mondja a barátjáról, akinek hiányzik a jobb kezén a középső ujja. |     |                                                                              |               |                                        |              |
| 182. | 5.  | Most láttam egy óriásmacskát egy churróval (A Giant Cat Holding A Churro)    | James Widdoes | 2011. október 17. 2012. november 23.   | 15,14 millió |
| Alan felfedezi, hogy Lyndsey egy amatőr pornófilmben szerepelt fiatalkorában. Őszinteséget követel tőle, s ezért ő is elmondja az összes kis stiklijét, amit az elmúlt években csinált - amivel csak azt éri el, hogy Lyndsey kidobja. Walden a filmből nyert ötlet alapján füves sütit készít Bertával, amit megesznek, majd bulit rendeznek Alan felvidítására. Lyndsey bocsánatot akar tőle kérni a hevességéért, de amikor rájön, hogy Alanről előző este tejszínhabos cseresznyét ettek bikinis lányok a buliban, újra kiadja az útját. Az epizód címe: a betépett Walden mondja, amikor meglátja a macskának öltözött Bertát, kezében egy churróval. |     |                                                                              |               |                                        |              |
| 183. | 6.  | Guggolva kellett pisikélnem (The Squat and the Hover)                        | James Widdoes | 2011. október 24. 2012. november 23.   | 15,29 millió |
| Walden megkapja a válási papírokat, ami miatt teljesen összeomlik, és elhatározza, hogy New Yorkba megy. Alan, aki fél, hogy eladja a házat, megpróbálja lebeszélni erről. Elmennek Dr. Freemanhez, akinek hatására megpróbálja feldolgozni a dolgait. Mikor meglátja, hogy Bridget egy másik férfival randizik, ő is megpróbál továbblépni. A bárban megpróbál felszedni egy, az exnejére emlékeztető nőt, akiről kiderül, hogy leszbikus. Hogy a bizalmába férkőzzön, eljátssza, hogy ő és Alan melegek. Az epizód címe: Kiki meséli, hogyan kellett használnia a bár mosdóját. |     |                                                                              |               |                                        |              |
| 184. | 7.  | Olyan vizet permetező japán vécé (Those Fancy Japanese Toilets)              | James Widdoes | 2011. október 31. 2012. november 30.   | 13,9 millió  |
| Evelyn egy banki széfben megtalálja Charlie naplóját, amit odaad Alannek. Ahogy elkezdi olvasgatni, rájön, hogy a bátyja sokszor érzelmesebb és törődőbb volt, mint ahogy azt kifelé mutatta. Jake-et egy lány, Megan kezdi el korrepetálni, akibe halálosan bele van esve. A gond csak az, hogy a lánynak Walden jön be, akit viszont sokkal jobban izgat az, hogy átrendezze a házat a saját szájíze szerint. Ebben Evelyn segít neki, és bár Alan figyelmezteti, hogy az anyja egy férfifaló, nem hallgat rá. Az epizód címe: Walden mondja Evelynnek, hogy szeretne egy bidét is. |     |                                                                              |               |                                        |              |
| 185. | 8.  | Köszönöm a közösülést (Thank You For The Intercourse)                        | James Widdoes | 2011. november 7. 2012. november 30.   | 14,71 millió |
| Walden eladja Charlie régi zongoráját, ami miatt Alan teljesen depressziós lesz, mert hiányzik neki a bátyja. Egy égi jelért fohászkodik, mire megjelenik egy labrador, és a gazdája, egy gyönyörű nő. Hogy lenyűgözze, Alan Charlie-ként mutatkozik be, ám ezután teljesen elhatalmasodik rajta a dolog, és a saját bátyjának képzeli magát. Walden pszichiátriára viteti, azzal, hogy elhiteti vele, hogy Vegasba mennek. Az epizód címe: Walden mondja az egyéjszakás kalandjának, miután elmondja neki, hogy nem akar tőle komolyabb kapcsolatot. |     |                                                                              |               |                                        |              |
| 186. | 9.  | Frodó portfóliója (Frodo's Headshots)                                        | James Widdoes | 2011. november 14. 2012. december 7.   | 14,77 millió |
| Alant kiengedik a pszichiátriáról, de hamarosan új nehézséggel kell szembenéznie, amikor megtudja, hogy Megan talán terhes lett Jake-től. Megbeszélést szervez Judith-ékkal, ahol Walden megállapítja Milly-ről, hogy nagyon hasonlít Alanre, ami Herböt érzékenyen érinti. Walden összejön Lyndseyvel, ami Alant fekteti a padlóra, el kell költöznie a házból, és még az adóhivatal is követel tőle egy nagyobb összeget. Öngyilkos akar lenni, de nem tud. Miután az anyja sem segít neki, egy raktárba költözik, ahol Herb, aki rájön, hogy nem a kislány apja, az életére tör... Hamarosan kiderül, hogy ez egy rémálom, és igazából nem történt meg, de Alannek szembe kell néznie vele, hogy a bátyja halálával a dolgok megváltoztak. Az epizód címe: Jake mondja Alan álmában, hogy a jövőbeli fia tévéreklámban fog szerepelni. |     |                                                                              |               |                                        |              |
| 187. | 10. | Egy üvegtál tele üveggolyókkal (A Fishbowl Full of Glass Eyes)               | James Widdoes | 2011. november 21. 2012. december 7.   | 15,82 millió |
| Walden megismerkedik egy Zoey nevű nővel, akivel Jake tanácsára randira megy, noha úgy érzi, erre nem áll készen. A dolog katasztrofálisan sül el, mert még mindig Bridgetbe szerelmes. A randi előtt Alanre bízza a jegygyűrűjét, mintegy jeleként annak, hogy továbblépne, majd a tengerbe is dobja azt. Nem tudja, hogy Alan időközben szemet vetett rá, mert megtudta, mennyit is ér. Az epizód címe: Sid, a zálogházas sorolja, hogy milyen dolgok vannak náluk. |     |                                                                              |               |                                        |              |
| 188. | 11. | Milyen helyes kis leszállópálya (What A Lovely Landing Strip)                | James Widdoes | 2011. december 5. 2012. december 14.   | 15,18 millió |
| Walden egy második esélyt kér Zoeytól, hogy bebizonyítsa, most már tényleg túl van Bridgeten. Hogy bebizonyítsa, a szeme láttára írja alá a válási papírokat. Összejönnek, és minden tökéletes addig, míg meg nem jelenik Bridget, hogy visszajöjjön Waldenhez. Szexelnek, de a végén megmutatja neki a válási papírokat, ami rettentően feldühíti őt. Követni kezdi Waldent és Zoeyt, hasonlóen, mint korábban Rose, aki így egy új tanítványra lelt. Az epizód címe: Walden mondja brit akcentussal, miközben Mexikóba repülnek Zoeyval. |     |                                                                              |               |                                        |              |
| 189. | 12. | Egy rossz mozdulat, és irány Zimbabwe (One False Move, Zimbabwe!)            | James Widdoes | 2011. december 12. 2012. december 14.  | 14,88 millió |
| Alan az első karácsonyát tölti Charlie nélkül, ráadásul az anyja és Jake sincsenek a közelben. Mikor megtudja, hogy Walden csinos anyja, Robin meglátogatja őket, izgalomba jön, és megpróbálja lenyűgözni a nőt, de sosem sikerül neki. Walden rájön, hogy a gyerekkori képzeletbeli gorillabarátja, Magilla tényleg létezett, mert az anyja főemlősökkel foglalkozik. Magillát visszaküldték a dzsungelbe, mert megpróbált megölni egy Jehova tanúját, Walden pedig gyerekkorában attól rettegett, hogy ha rosszul viselkedik, őt is Afrikába küldik. Mérgében elmegy otthonról és Zoey családjához megy tökrészegen. Zoey felhívja Alant, hogy segítsen Waldenen. Az epizód címe: Walden megvádolja az anyját, hogy egész gyerekkorában félelemben kellett élnie. |     |                                                                              |               |                                        |              |
| 190. | 13. | Lassú körkörös mozdulatokkal (Slowly and in a Circular Fashion)              | James Widdoes | 2012. január 2. 2012. december 21.     | 13,94 millió |
| Walden egy rossz üzleti manővere miatt Bridget és Robin, a cégének a társtulajdonosai úgy döntenek, hogy lemondatják, mint elnököt. Zoey tanácsára beveszi Alant is a cégbe, így egy szavazattal több szól mellette, azaz a nők nem tudják lemondatni. Megpróbálják meggyőzni Alant, de ő hűséges marad, aminek következtében elnyeri barátja elismerését és jutalmát. Az epozód címe: Alan mondja Robinnak, hogyan mozgassa rajta a kezét. |     |                                                                              |               |                                        |              |
| 191. | 14. | Mint egy oposszum kemó után (A Possum on Chemo)                              | James Widdoes | 2012. január 16. 2012. december 21.    | 13,02 millió |
| Walden megszánja a magányos Alant, és elviszi magával egy este, Zoey nagy bosszúságára. Az étteremben találkozik Lyndseyvel, aki egy új férfival van, ami csak még jobban elkeseríti. Végül azonban Lyndsey bevallja, hogy Alan számára az ideális férfi. Közben Walden rájön, hogy Zoey szerint imidzset kellene váltania, ezért meg akar borotválkozni és levágatni a haját. Mikor kiderül, hogy ez csak azért van, mert nem akarja, hogy ápolatlanul jelenjen meg egy rendezvényen mellette, Alan meggyőzi, hogy nem szabad hagynia, hogy egy nő rátelepedjen az életére. Az epizód címe: Alan mondja Zoeynak, milyen volt, amikor szakállat próbált növeszteni. |     |                                                                              |               |                                        |              |
| 192. | 15. | Karót nyelt királylány (The Duchess of Dull-in-Sack)                         | James Widdoes | 2012. február 6. 2013. január 4.       | 13 millió    |
| Walden ideges lesz, mert Zoey szerint nem olyan jó már a szexuális életük, és a nőnek az sem tetszik, hogy nem akar találkozni a kislányával. A hallgatózó Berta a hangulat felpörgetésére a csokis sütijét ajánlja de ennek rossz vége lesz, miután Zoeyra furcsa hatással van. Végül felbukkan Zoey exférje is, akivel szemben Waldennek is bizonyítania kell. Kapcsolatuk végül megszilárdul. Az epizód címe: Berta mondja Zoey szexszel kapcsolatos minimális lelkesedésére. |     |                                                                              |               |                                        |              |
| 193. | 16. | Kortyolás, költészet, és kettyintés (Sips, Sonnets and Sodomy)               | James Widdoes | 2012. február 13. 2013. január 4.      | 12,45 millió |
| Zoey és Lyndsey elkezdenek apróságokon civakodni, majd becsmérelni a másikat, ami miatt elmérgesedik a viszony a házban. A két pár eltervezte, hogy hol töltik a Valentin-napot, de az évszázad vihara miatt otthon kell maradniuk, együtt, összezárva. Walden és Alan el kell, hogy induljanak a nők kérésére vásárolni az ítéletidőben, miközben Zoey és Lyndsey kibékülnek. Az epizód címe: Alan mondja, mit terveznek Lyndsayvel Valentin-napon. |     |                                                                              |               |                                        |              |
| 194. | 17. | Csak a számba ne! (Not In My Mouth!)                                         | James Widdoes | 2012. február 20. 2013. január 11.     | 13,33 millió |
| Walden szerelmet vall Zoeynak, amire nem kap választ, ezért elkeseredik, és egy másik nő, Jennifer mellett köt ki - csakhogy közben Zoey is el akarja mondani, hogy szereti őt. Alan eközben Lyndsey alkoholproblémái miatt aggódik, Jake pedig szemet vet Jenniferre. Az epizód címe: Alan mondja a másnapos Lyndsaynek, aki a szájába akar hányni. |     |                                                                              |               |                                        |              |
| 195. | 18. | A fogszuvasodás elleni küzdelem (The War Against Gingivitis)                 | James Widdoes | 2012. február 27. 2013. január 11.     | 11,92 millió |
| Walden és a régi üzleti partnere, Billy között elmérgesedett a viszony, de mégis egy új projekten kezdenek el dolgozni. Amikor Walden számára kiderül, hogy Billy lefeküdt Bridgettel, kitör a botrány. Közben Alan, aki Lyndsey távollétében rájön, hogy egyedül van, barátokat próbál keresni. Végül Berta mellett köt ki, de a barátkozási próbálkozása balul üt ki. Az epizód címe: Alan magyaráza Waldennek, miért van annyi fogselyem a zsebében. |     |                                                                              |               |                                        |              |
| 196. | 19. | Palmdale, bah (Palmdale, Ech)                                                | James Widdoes | 2012. március 19. 2013. január 18.     | 11,74 millió |
| Alan és Lyndsey találkoznak a nő anyjával, aki bár kedvesnek mutatkozik, a stílusa rendkívül emlékeztet Evelynére, ezért úgy döntenek, hogy bemutatják őket egymásnak. Először nem jönnek ki jól egymással, de aztán érdekes fejlemények történnek. Eközben Jake és Elridge Walden körül legyeskednek, hogy gyors pénzkereset reményében a tanácsadói lehessenek. Az epizód címe: Evelyn megjegyzése, mikor megtudja, hol él Lyndsay anyja. |     |                                                                              |               |                                        |              |
| 197. | 20. | Nagyi pitéje (Grandma's Pie)                                                 | James Widdoes | 2012. április 9. 2013. január 18.      | 10,4 millió  |
| Walden új alkalmazást dob a piacra, Billyvel, és Bridgettel, azért, mert a kezdeti fejlesztésben mindketten benne voltak. Zoey emiatt mérges, ezért Walden elhatározza, hogy a békesség kedvéért egy vacsorát rendez, mindenki részvételével. Ott aztán Bridget előadja, hogy nem akar semmit Waldentől, de megvádolja Zoeyt, hogy csak a pénzre hajt. Hogy bizonyítsa az ellenkezőjét, a kérésére Zoey egy hétre beköltözne Waldenhez a házba a kislányával - de csak azzal a feltétellel, ha Alan addig kiköltözik. Közben Evelyn és Lyndsay anyja úgy döntenek, összeköltöznek és felvállalják a kapcsolatukat. Az epizód címe: Elridge mondja a pitére, amit Jean készített, hogy imádja, miközben nem veszi észre az áthallást. |     |                                                                              |               |                                        |              |
| 198. | 21. | Vektor úr azt mondja, igen (Mr. Hose Says Yes)                               | James Widdoes | 2012. április 16. 2013. január 25.     | 11,22 millió |
| Az összeköltözés megtörténik, de Walden teljesen kikészül, mert Zoey hiperaktív és válogatós kislánya teljesen kiborítja. Alan közben beköltözik Lyndseyhez, de ott a nő csak házimunkák elvégzésére fogja be. Mindennek ellenére Alan akkor is szexelni szeretne vele, amikor egy sor furcsa balesetet szenved el. Az epizód címe: Alan mondja a libidója kapcsán Lyndsaynak, hogy akar-e még szexelni, miután eltört az orra. |     |                                                                              |               |                                        |              |
| 199. | 22. | Ezért nyergeltünk át a pasikra (Why We Gave Up Women)                        | James Widdoes | 2012. április 30. 2013. január 25.     | 11,32 millió |
| Walden már nem biztos benne, hogy működne az együttélés Zoeyval és a kislányával, de nem akarja őket kirakni. Alannek viszont mennie kell. A hír hallatán váratlanul rosszul lesz és kórházba kerül. Állítólag szívrohama volt, amit Zoey nem hisz el. A kórházban váratlanul megjelenik előtte egy csúnya kövér nő, aki azt állítja magáról, hogy ő Charlie szelleme, akinek büntetésül az örökkévalóságig ilyen női testben kell élnie. Most azért tért vissza, hogy segítsen az öccsének a saját lábára állni. Alan ezt meg is teszi, és elköltözik, Zoey nagy örömére, de Walden bánatára. Egy lelakott apartmanba kerül, ahol ismét megjelenik neki Charlie szelleme, aki előadja, hogy igazából azért csinálta az egészet, hogy jól megszivassa, és hogy végre kiköltözzön a házából. Alan megjátszik egy második szívrohamot, így aztán végül Walden mégiscsak visszaviszi a házba. Az epizód címe: egy orvos mondja, aki azt hiszi, hogy Walden meleg, miután meghallja, hogy ő és Zoey vitáznak. |     |                                                                              |               |                                        |              |
| 200. | 23. | Megtennéd, hogy a számhoz teszed a szívószálat? (The Straw In My Donut Hole) | James Widdoes | 2012. május 7. 2013. február 1.        | 11,43 millió |
| Különös módon mindenki nagyon kedvesen bánik Alannel, az egészségi állapota miatt. Az orvosa szerint tökéletesen egészséges, de megijed, hogy emiatt mindenki újra úgy fog bánni vele, mint azelőtt, ezért aztán megjátssza, hogy szívbeteg, és szívátültetésre van szüksége. Zoey azonban rájön a trükkre, így Alan egy harmadik szívrohamot is szimulál. Lelepleződése ellenére maradhat a házban. Az epizód címe: Alan mondja Zoeynak, hogy segítse ki, miközben masszírozzák. |     |                                                                              |               |                                        |              |
| 201. | 24. | Nézze, az Al-Kaida! (Oh Look! Al-Qaeda!)                                     | James Widdoes | 2012. május 14. 2013. február 1.       | 11,55 millió |
| Jake és Elridge leérettségiznek. Alan megkéri Waldent, hogy adjon a munkát a fiúknak, de ő nem tud, mert képzetlenek. Billy viszont rájuk bízza egy szerverterem felügyeletét. Pornóletöltés iránti szenvedélyük miatt azonban minden elromlik, és hatalmas galibát csinálnak. Ezután a két fiú elhatározza, hogy csatlakoznak a hadsereghez. Alan meg akarja akadályozni Jake belépését, sikertelenül. Az epizód címe: Alan próbálja elterelni a sorozótiszt figyelmét. |     |                                                                              |               |                                        |              |

## Tizedik évad (2012-2013)
| Sor. | Év. | Cím                                                                                       | Rendező       | Premier                                  | Nézettség    |
| --- | --- | ----------------------------------------------------------------------------------------- | ------------- | ---------------------------------------- | ------------ |
| 202. | 1.  | Mégiscsak jöhet a pohár tej (I Changed My Mind About the Milk)                            | James Widdoes | 2012. szeptember 27. 2013. augusztus 23. | 12,54 millió |
| Walden meg akarja kérni Zoey kezét a születésnapján, de ő szakít vele, azt állítva, hogy már van valakije. Bánatában lerészegedik, és mikor megeszi Berta füves sütijét, különös dolgokat kezd el hallucinálni. Közben Jake kezd hosszászokni a katonaélethez. Alan reménykedik, hogy Walden és Zoey között nem lesz semmi, mert akkor repül a házból. Az epizód címe: Walden mondja Bertának, miután evett a sütiből. |     |                                                                                           |               |                                          |              |
| 203. | 2.  | Egy nagy halom kutya (A Big Bag of Dog)                                                   | James Widdoes | 2012. október 4. 2013. augusztus 23.     | 12,33 millió |
| Walden kiállhatatlanná válik a szakítást követően, amelyet senki nem néz jó szemmel. A dolgok végül úgy oldódnak meg, hogy Zoey kislányának a születésnapjára vesz egy nyáladzó kutyát, bizonyítván, hogy felnőttként is tudja kezelni a helyzetet. Az epizód címe: Walden mondja a kutyáról, amit talált a tengerparton. |     |                                                                                           |               |                                          |              |
| 204. | 3.  | Négy golyó, két ütő, és egy háló (Four Balls, Two Bats and One Mitt)                      | James Widdoes | 2012. október 11. 2013. augusztus 30.    | 11,35 millió |
| Alan és Lyndsay édeshármason gondolkodnak. A kérdés csak az, ki legyen a harmadik fél. Walden beleegyezik, hogy először ő legyen az, ám a dolog katasztrofálisan sül el: Lyndsaynek jobban bejön Walden, mint Alan, aki pedig sírva fakad, mert nem tette magát túl Zoey-n. Másnap éjjel egy vadidegen nővel próbálkoznak, de annak is jobban tetszik Walden. Az epizód címe: Alan, miközben leírja Lyndsey véleményét az édeshármasról. |     |                                                                                           |               |                                          |              |
| 205. | 4.  | Tudod, mire való a nyalóka, ugye? (You Do Know What the Lollipop's For)                   | James Widdoes | 2012. október 18. 2013. augusztus 30.    | 13,6 millió  |
| Walden családjának egy barátja, Missi érkezik látogatóba, akiről tévesen azt feltételezi, hogy rányomul. Igazából az anyjával akarja összehozni. Jake hazalátogat a seregből, és megtetszik neki Missi. Az epizód címe: Missi mondja Waldennek a nyalókáról, amit a fogorvos után adnak. |     |                                                                                           |               |                                          |              |
| 206. | 5.  | Nem így nevezik Amszterdamban (That's Not What They Call It in Amsterdam)                 | James Widdoes | 2012. október 25. 2013. szeptember 6.    | 12,94 millió |
| Miután Walden egyre mélyebbre süllyed a magány mocsarában, Lyndsey javaslatára dupla randikat szerveznek neki, de mind balul sül el. Ezért aztán úgy dönt, hogy egy ideig egyedülálló marad. Végül Rose fedezi fel magának, és Walden, Alan minden figyelmeztetése ellenére, a társaságában marad. Az epizód címe: Rose mondja Alannek a levélfújóról, amit Waldennel használnak. |     |                                                                                           |               |                                          |              |
| 207. | 6.  | Öljétek meg! (Ferrets, Attack!)                                                           | James Widdoes | 2012. november 1. 2013. szeptember 6.    | 12,65 millió |
| Walden már majdnem beköltözteti magához Rose-t, amikor Zoey felbukkan, és közli, hogy még mindig szereti őt. A hírt közli Rose-zal is, aki bár látszólag beletörődik, hogy elhagyják, de valójában előbb vadászgörényeket uszít rá, majd bemártja Zoeynál. Walden hiába próbálja megmagyarázni a helyzetet, mivel Rose már beköltözött, Zoey újra otthagyja. Az epizód címe: Rose ráuszítja a görényeit Waldenre. |     |                                                                                           |               |                                          |              |
| 208. | 7.  | Ne egyél kínai mustárt (Avoid the Chinese Mustard)                                        | James Widdoes | 2012. november 8. 2013. szeptember 13.   | 14,07 millió |
| Walden egy Whitney nevű színésznőnek fizet, hogy játssza el a barátnőjét, és végül beleszeret. Végül kiderül számára, hogy köztük nem lehet semmi, mert a nő leszbikus. Jake és Missi a tengerparton randiznak, de mivel engedély nélkül jött el a seregből, a tettét dezertálásnak nézhetik. Végül a lány meggyőzi, hogy kettejük közt nincs realitása egy kapcsolatnak. Az epizód címe: Missi mondja Waldennek egy kóstoló kapcsán. |     |                                                                                           |               |                                          |              |
| 209. | 8.  | Csak a nőgyógyászom említett valamit (Something My Gynecologist Said)                     | James Widdoes | 2012. november 15. 2013. szeptember 13.  | 13,87 millió |
| Lyndsey és Alan kapcsolata válságba jut, miután Alan nem nézi jó szemmel, hogy a nőgyógyásza elhívta őt randira. Végül egy öregember hatására elfogadja, hogy nem lehet minden tökéletes, és megkéri Lyndsey kezét. Walden kölcsönkéri Alan kocsiját, hogy szervizbe vihesse vele a biciklijét, de útközben lerobban, és egy idős gazdag nő szemet vet rá az út szélén. Az epizód címe: Lyndsey mondja Alannek azzal kapcsolatosan, hogy a nőgyógyásza randira hívta. |     |                                                                                           |               |                                          |              |
| 210. | 9.  | Sikítok, amikor vizelek (I Scream When I Pee)                                             | James Widdoes | 2012. november 29. 2013. szeptember 20.  | 13,74 millió |
| Kandi, aki azóta híres színésznő lett, újra felbukkan, és közli, hogy újra össze akar jönni Alannel. Ő azonban Lyndseyt választja, a nő legnagyobb örömére. Másnap az újságokban olyan fotók jelennek meg, mintha együtt lettek volna, holott Alan éppen tiltakozni próbált Kandi nyomulása ellen. Kandi megmagyarázza a helyzetet Lyndseynek, majd lefekszenek egymással. Walden a születésnapján meglátogatja Bertát egy különleges füves sütivel, amitől rendesen beállnak, majd egy drága autót is ajándékoz neki. Az epizód címe: Jake henceg Alannek arról, hogy nemi betegséget kapott. |     |                                                                                           |               |                                          |              |
| 211. | 10. | Egyheréjű Johnson (One Nut Johnson)                                                       | James Widdoes | 2012. december 6. 2013. szeptember 20.   | 13,5 millió  |
| Walden megunja, hogy minden nő csak a pénze miatt szereti őt, ezért kitalál egy alternatív személyiséget, Sam Wilsont, akit Alanhez hasonlatosra formál. Megismerkedik egy Kate nevű lánnyal, aki szegény, de arról ábrándozik, hogy egy nap divattervező lehet. Azt hazudja neki, hogy Alannél él, aki piszkosul gazdag - Alan ennek hatására egy bunkó és fellengzős gazdag fickó imidzsét veszi fel. Kate eléri, hogy Walden hozzá költözzön. Be is vallja neki, hogy ő igazából egy milliárdos, de a lány nem hiszi el neki. Az epizód címe: Jake meséli Alannek az egyik katonatársuk fura sérülését. |     |                                                                                           |               |                                          |              |
| 212. | 11. | Nem csináltam a Mikulás farkának lyukat (Give Santa a Tail-Hole)                          | James Widdoes | 2012. december 13. 2013. szeptember 27.  | 13,35 millió |
| Walden továbbra is eljátssza, hogy ő Sam Wilson. Kate arra kéri, hogy az ünnepek közeledtével keressen állást. Miközben így tesz, a kollégája, Billy egy találmányukat akarja eladni a neten, és folyamatosan hívogatja Waldent, hogy mekkora vételárért mehet. Walden kizárólag 1,2 milliárdért hajlandó belemenni, ami össze is jön, éppen akkor, amikor 55 dollár értékben ad el karácsonyfát Sam Wilsonként. Kate varrógépe elromlik, ezért Walden ezt vesz neki ajándékba karácsonyra. Alan magányosan tölti az ünnepeket, egészen addig, míg Berta váratlanul be nem állít. Az epizód címe: Kate mondja, amikor rájött, hogy kimaradt a lyuk a főnöke kutyájának Mikuls-jelmezéről. |     |                                                                                           |               |                                          |              |
| 213. | 12. | Üdv itt Alan-lakban! (Welcome to Alancrest)                                               | James Widdoes | 2013. január 3. 2013. szeptember 27.     | 15,41 millió |
| Walden úgy dönt, hogy kisegíti Kate-et, de ezt Sam Wilsonként nem teheti meg. Így Alannek kell eljátszania, hogy mint milliomos, hajlandó százezer dollárt adni neki, hogy elutazhasson New Yorkba, és divattervező lehessen. Közben Walden belecsavarodik a hazugságába, ami miatt elkezd ritkulni a haja, és merevedési gondjai támadnak. Alan elviszi Charlie régi gyógyszerészéhez, aki furcsa dolgokat ajánlgat neki. Végül Kate elutazik, Walden pedig olyan feszült lesz amiatt, hogy el kell mondania az igazat, hogy három hétre bezárkózik, depressziós lesz, és a sok evéstől elhízik. Az epizód címe: Alan üdvözli Waldent és Kate-et a házban. |     |                                                                                           |               |                                          |              |
| 214. | 13. | Fogj egy pávatollat és állj be a sorba (Grab a Feather and Get in Line)                   | James Widdoes | 2013. január 10. 2013. október 4.        | 14,4 millió  |
| Walden úgy dönt, elutazik New Yorkba, és bevall mindent Kate-nek, mert úgy érzi, ő élete szerelme. Vele tart Alan is, abban bízva, hogy meg tudnak nézni a Broadway-en egy jó kis musicalt. Végül Kate és Walden viharos kapcsolati válságát dolgozzák fel egy musicalbetétben az epizód során. Az epizód címe: miután Walden mondja, hogy hányni fog, Alan utal a kórosan vékony divatmodellekre. |     |                                                                                           |               |                                          |              |
| 215. | 14. | Fuss, Steven Staven, fuss! (Run, Steven Staven! Run!)                                     | James Widdoes | 2013. január 31. 2013. október 4.        | 13,7 millió  |
| Lyndsey nagyon mérges Alanre, mert nem adott neki lakáskulcsot, pedig szüksége lett volna rá, amikor gyorsan vécére kellett volna mennie. Alan ezt azzal indokolja, hogy nem adhat, mert a ház nem is az övé. Alan rájön, hogy a nő a nőgyógyászával, Steven Stavennel randizik, miközben Kate és Walden szakítása biztossá válik, ráadásul Billyt is kidobja Bridget. Ha ez még nem lenne elég, találkoznak Herbbel is, akit Judith szintén kidobott, mert megcsalta a recepciósával. A négy hoppon maradt férfi együtt tölti az estét, és miután rájönnek, hogy egyedül Alannek van valami esélye visszaszerezni a barátnőjét, arra bátorítják, hogy tegye meg. Alan össze is szedi magát, és a páros kibékül, miközben kiderül, hogy Stevennel amúgy sem működtek volna a dolgok. Az epizód címe: Walden kiabálja, miközben egy kutya elől szaladnak.                                            |     |                                                                                           |               |                                          |              |
| 216. | 15. | Bármit kitetoválok, piercinget teszek bele, vagy betömöm (Paint It, Pierce It or Plug It) | James Widdoes | 2013. február 7. 2013. október 11.       | 14,12 millió |
| Jake hazahozza Tammyt, a 36 éves barátnőjét, ami frusztrálja Alant, lévén a nő emellett még börtönviselt, gyerekei vannak, és tetoválóművész. Tammy tisztában van Alan gondjaival, így mikor Jake titka, hogy el akarja venni őt Vegasban, kiderül, egyelőre arra kéri, halasszák ezt el. Az epizód címe: Tammy mondja azzal kapcsolatosan, hogy mit tud csinálni egy mellbimbóval. |     |                                                                                           |               |                                          |              |
| 217. | 16. | Egy dagadt repülő bébi apja (Advantage: Fat, Flying Baby)                                 | James Widdoes | 2013. február 14. 2013. október 11.      | 13,69 millió |
| Alan egy romantikus Valentin-napot tervez Lyndseyvel, de az egészből nem lesz semmi, miután kórházba kerül, mert megsebesíti magát, amikor egy szívecskét akar belenyírni a fanszőrébe. Lyndsey különös módon mégis élvezi a napot, mert egy rendőri kíséret mögött 95-tel hajthat a kórházba. Közben Kate újra felbukkan, és Walden azt hiszi, hogy azért, mert folytatni szeretné a kapcsolatukat. Szomorúan konstatálja, hogy mindennek kizárólag az az oka, hogy a lány vissza szeretné fizetni a százezer dollárt, mert jelentkezett egy új befektető. Végül mégis az ágyban kötnek ki, de mindketten belátják, hogy a kapcsolatuk a távolság miatt fenntarthatatlan. Az is kiderül, hogy a titokzatos új befektető nem más, mint Rose, aki így akarja Kate-et távol tartani Waldentől. Az epizód címe: Alan utal így Cupidóra, mikor Walden lelkesedni kezd, hogy Kate gyereket akarhat tőle. |     |                                                                                           |               |                                          |              |
| 218. | 17. | A varjúdombi suli rejtélyei (Throgwarten Middle School Mysteries)                         | James Widdoes | 2013. február 21. 2013. október 18.      | 13,41 millió |
| Walden újranézi egy régi videóját, amiben az álmairól beszélt, és szomorú, mert felesége és családja azóta sincs. Elmegy egy buliba, ahol gazdag egyedülálló nőkkel próbál ismerkedni, és végül Bridget-tel találkozik. Az ágyban kötnek ki és felújítják kapcsolatukat, de Bridget egyre jobban és jobban próbálja meg kontrollálni Waldent. Végül a hatására elküldi Alant és Bertát is... mígnem egy nap arra ébred, hogy nincsenek meg a heréi, mert Bridget azokat is elvette tőle. Kiderül, hogy az egészet csak képzelte, így boldogan távozik a buliból. Az epizód címe: Walden mondja egy írónő könyvének a címét. |     |                                                                                           |               |                                          |              |
| 219. | 18. | A 9:04-es járat érkezik az 1-es vágányra (The 9:04 from Pemberton)                        | James Widdoes | 2013. március 7. 2013. október 18.       | 13,54 millió |
| Alan véletlenül galibát csinál a konyhában, aminek a kenyérpirító látja kárát. Vesz egy másikat, de azt Walden olcsónak és gagyinak találja, ami miatt összevesznek. Alannek el kell költöznie. Először Lyndseyhez megy, de mivel ott be kell szállnia a számlákba is, inkább továbbáll. Az egyedül élő Herbnél köt ki, akivel nagyon jól megvannak, ám Walden közben rájön, hogy Alan nélkül egyedül van, és vissza akarja őt hívni a házba. A baj csak az, hogy Herb nem akarja elengedni. Végül megállapodnak, hogy "megosztoznak" rajta. Az epizód címe: Herb jelenti be, amikor a modellvasútja begördül az állomásra. |     |                                                                                           |               |                                          |              |
| 220. | 19. | Izgalmas rész, elloptak egy kanalat (Big Episode. Someone Stole a Spoon)                  | James Widdoes | 2013. március 14. 2013. október 25.      | 12,18 millió |
| Jógázás közben Walden megsérti a heréit, Herb pedig segít neki kivizsgálni. Kiderül, hogy nincs komolyabb baj, és utána beszédbe elegyednek. Herb szeretne túllenni a váláson, és Waldentől kér tanácsokat. Végigbulizzák az éjszakát két nővel, ami után Waldennek masszív másnapossága van, de Herböt meg se viseli. A következő napokat bulizással tölti, ami már Alant is megviseli, és mikor távozásra akarják őt kérni, mérgesen távozik. Miután teljesen becsavarodik, Judith segítségét kérik. És bár ez beválik, kiderül, hogy Herb új recepciósa még az előzőnél is szexibb. Az epizód címe: Alan mondja Waldennek a Downtown Abbey egyik része kapcsán. |     |                                                                                           |               |                                          |              |
| 221. | 20. | Bazinga! Ez egy tévéműsorból van (Bazinga! That's from a TV Show)                         | James Widdoes | 2013. április 4. 2013. november 8.       | 13,71 millió |
| Jake hazalátogat a hétvégére, és közli, hogy közös megegyezéssel szakítottak Tammyvel. Később kiderül, hogy az ok egész más volt: az, hogy Jake megcsalta őt a lányával. Megpróbálják megbeszélni a dolgokat, ám felbukkan Ashley, és bevallja Jake-nek, hogy szerelmes belé. Bonyolítja a dolgot, hogy felbukkan Jerry, Ashley exbarátja, aki sokkal idősebb a lánynál. Így Jake végül hoppon marad. Az epizód címe: Jake mondja, amikor azzal dicsekszik, hogy új pozíciót kapott a seregben a konyhán. Ez egy közvetlen utalás Chuck Lorre másik sorozatára, az "Agymenők"-re. |     |                                                                                           |               |                                          |              |
| 222. | 21. | Még egy éjszakát Neil Diamond-dal (Another Night with Neil Diamond)                       | James Widdoes | 2013. április 25. 2013. november 8.      | 11,32 millió |
| Lyndsey szakít Alannel, mert szerinte a kapcsolatuk nem vezet sehová. Alan mégse szomorú, mert úgy véli, ez mindig így szokott lenni, és úgyis kibékülnek. Csakhamar rájön, hogy Lyndsey egy Nick nevű fickóval randizik. Miközben kémkedni kezd utánuk, számtalan balesetet szenved, és végül fel kell adnia. Walden bemutatja őt Nick exnejének, aki szintén kémkedett utánuk, s ketten bosszúból együtt töltik az éjszakát. Az epizód címe: Berta válasza, mikor a depressziós Alan megkérdezi tőle, mit akar. |     |                                                                                           |               |                                          |              |
| 223. | 22. | A lasztexruci (My Bodacious Vidalia)                                                      | James Widdoes | 2013. május 2. 2013. november 15.        | 12,12 millió |
| Mivel Alan még mindig depressziós a szakítás miatt, Walden komplett stílusváltást javasol neki. Annak ellenére, hogy elég ijesztő, hetvenes évekbeli külsőt sikerül felvennie, sikeresen felszed egy Meghan nevű nőt. Felmennek hozzá, ahol kiderül, hogy a nőnek van egy 92 éves, kómában lévő férje, Victor. Előtte esnek egymásnak, ám amikor azt hiszik, hogy a férfi meghalt, megijednek, mert a nőt kitagadnák az örökségből Victor hozzátartozói. Az epizód címe: Alan mondja az alakformáló alsóruházatára. |     |                                                                                           |               |                                          |              |
| 224. | 23. | Pincérnők, készüljetek a borravalóra (Cows, Prepare to Be Tipped)                         | James Widdoes | 2013. május 9 2013. november 15.         | 12,83 millió |
| Jake hazajön és közli, hogy legalább egy évig Japánban lesz, ami elszomorítja Alant. Együtt töltenek egy apa-fia hétvégét, ahol Jake bevallja, hogy sokáig úgy hitte, az apja a hibás a válásukért, de rájött, hogy nem így van. Közben Walden egy 22 éves lánnyal randevúzik, de aztán szemet vet a lány nagyanyjára. Az epizód címe: Alan mondja, miközben izgatott az apa-fia út miatt. |     |                                                                                           |               |                                          |              |

## Tizenegyedik évad (2013-2014)
| Sor. | Év. | Cím                                                                                         | Rendező       | Premier                                  | Nézettség    |
| --- | --- | ------------------------------------------------------------------------------------------- | ------------- | ---------------------------------------- | ------------ |
| 225. | 1.  | Nyamnyamnyamnyam (Nangnangnangnang)                                                         | James Widdoes | 2013. szeptember 26. 2015. augusztus 12. | 11,59 millió |
| Váratlanul beállít a házba Jenny, egy 25 éves nő, azt állítva, hogy ő Charlie bal kézről született gyereke. Kiderül, hogy egy alkalmi kapcsolatból származik, és Charlie is tudott róla, legalábbis mindig küldött tartásdíjat. Az egész család szívélyesen fogadja, de sokkolja őket, amikor kiderül, hogy éppen olyan, mint az apja - nem veti meg az italt, de a nőket sem. Az epizód címe: Evelyn cukkolja ezzel Alant, hogyan szopott csecsemőkorában. |     |                                                                                             |               |                                          |              |
| 226. | 2.  | Azt hiszem, itt volt meg Lucille Ball (I Think I Banged Lucille Ball)                       | James Widdoes | 2013. október 3. 2015. augusztus 13.     | 9,34 millió  |
| Walden nem örül, hogy Jenny beköltözött Jake régi szobájába, mert abból ő konditermet akar csinálni. Evelyn szívesen látná a házában a lányt, ahogy az újdonsült barátja is, a 91 éves Marty, akinek édeshármason jár az esze. Közben Alan mindenáron szeretné visszaszerezni Lyndsey-t, de ez nem megy egyszerűen. Az epizód címe: Marty visszaemlékezése a tengerparti házról. |     |                                                                                             |               |                                          |              |
| 227. | 3.  | Az áldatlan almássüti (This Unblessed Biscuit)                                              | James Widdoes | 2013. október 10. 2015. augusztus 14.    | 9,14 millió  |
| Miután Berta megsérül takarítás közben, Alan és Walden úgy vélik, ideje nyugdíjba mennie. Ezt azonban sértésnek veszi és felmond. Helyette megpróbálnak felvenni egy új házvezetőnőt, de egyik se válik be, így kénytelenek könyörögni Bertának, hogy térjen vissza. Az epizód címe: ALan mondja, miután beleharapott a süteménybe az asztali álkdás előtt. |     |                                                                                             |               |                                          |              |
| 228. | 4.  | Csitt-csatt, a pia miatt (Clank, Clank, Drunken Skank)                                      | James Widdoes | 2013. október 17. 2015. augusztus 17.    | 8,59 millió  |
| Alan és Lyndsey újra találkozgatnak, annak ellenére, hogy nincsenek együtt. Ezt meglátja Stephanie, Lyndsey barátnője, ezért Alannek randiznia kell a nővel, hogy elterelje magukról a gyanút. Közben Walden hatalmas bulikat szervez Jennyvel és barátnőivel, ami után egymás mellett ébrednek meztelenül az ágyban. Egy videófelvétel visszanézésére van szükség, hogy kiderüljön, mi is történt igazából. Az epizód címe: Stephanie meséli Alannek, hogy Lyndsey gyakran visz ki a szemetesbe zsákokat teli üres borosüveggel.                                                                                                |     |                                                                                             |               |                                          |              |
| 229. | 5.  | Alan Harper, a nők kedvence 2003 óta (Alan Harper, Pleasing Women Since 2003)               | James Widdoes | 2013. október 24. 2015. augusztus 18.    | 8,53 millió  |
| Alan és Lyndsey újra összejönnek, de továbbra is csak szexkapcsolatra, mert a nő együtt van egy Larry nevű fickóval, akiben szerinte megvan az, ami Alanben nincs. Alan elhatározza, hogy "Jeff Erősember" álnéven megismerkedik Larryvel, és ennek nem várt következményei lesznek. Közben Walden megpróbálja rávenni Jennyt, hogy folytassa a színészkedést, ami nehezen akar beindulni. Az epizód címe: Alan dicsekvése saját magával kapcsolatosan. |     |                                                                                             |               |                                          |              |
| 230. | 6.  | Az igazság csillagmintás feszülős forró sortban (Justice in Star-Spangled Hot Pants)        | James Widdoes | 2013. november 7. 2015. augusztus 19.    | 8,27 millió  |
| Alan találkozik gyerekkori kedvencével, Lynda Carterrel, aki azt hiszi, hogy ő és Walden melegek, mert együtt élnek. Waldent kéri meg, hogy segítsen megszerezni a nőt, de ahelyett, hogy komolyan viselkedne, őrült rajongóvá változik. Közben kiderül, hogy Lyndát inkább Walden érdekli. Az epizód címe: Alan írja így le Lynda Cartert Wonder Womanként. |     |                                                                                             |               |                                          |              |
| 231. | 7.  | Olyan vagy, mint egy leszbi zombi (Some Kind of Lesbian Zombie)                             | James Widdoes | 2013. november 14. 2015. augusztus 24.   | 8,66 millió  |
| Alan és Walden megismerkednek két nővel, akikkel randiznak. Mikor ezt Lyndsey megtudja, látszólag nem szól semmit, ám később részegen kezdi el hívogatni Alant. Újra összejönnek, de mikor kiderül, hogy a szex így egyáltalán nem izgalmas, minden visszatér a régi kerékvágásba. Az epizód címe: Walden mondja arra, hogyan képes Jenny heteró nőket felszedni. |     |                                                                                             |               |                                          |              |
| 232. | 8.  | Mr. Walden lenni halott, én lenni takarít (Mr. Walden, He Die. I Clean Room.)               | James Widdoes | 2013. november 21. 2015. augusztus 25.   | 8,69 millió  |
| Alan rájön, hogy Larry gyanítja Lyndsey hűtlenségét, mert magánnyomozót fogadott. Különös módon Waldenre gyanakszik, akivel le akar számolni, ami Waldennek nem tetszik, és követeli Alantől, hogy vallja be az igazat. Rose segítőkész módon lép fel, és egy elhagyatott motelbe menekíti Waldent, ahol aztán lefekszik vele. Ekkor kiderül, hogy ő volt a magánnyomozó, és szól Larrynek, hogy tévedés volt. Az epizód címe: Walden utánoz egy külföldi takarítónőt, hogy lerázza a szerinte a nyomában járó alakot. |     |                                                                                             |               |                                          |              |
| 233. | 9.  | Első számú baleseti védőügyvéd (Numero Uno Accidente Lawyer)                                | James Widdoes | 2013. december 5. 2015. augusztus 26.    | 8,47 millió  |
| Walden találkozik egy Nadine nevű nővel egy technológiai rendezvényen, akivel összejön. Kiderül számára, hogy a nő rettenetesen ostoba, ezért meg akar szabadulni tőle. Ám nemcsak buta, hanem ügyetlen is, így sorozatos balesetei miatt vigyáznia kell rá. Közben Jenny elviszi Alant egy melegbárba, ahol azt ígéri, hetero nők is lesznek. Meg is ismerkedik egy Paula nevű nővel, akivel lefekszik, és csak utána derül ki számára, hogy eredetileg Paulnak hívják, és férfiként született. Az epizód címe: Nadine jellemzése az őt képviselő ügyvédről.                                                                    |     |                                                                                             |               |                                          |              |
| 234. | 10. | Kell vodka, kell üdítő, egy turmix és egy mixer! (On Vodka, on Soda, on Blender, on Mixer!) | James Widdoes | 2013. december 12. 2015. augusztus 27.   | 8,54 millió  |
| Alan sushit kap karácsonyra Jake-től, ami a hosszú út alatt teljesen megromlott. Jenny megismerkedik egy Brooke nevű lánnyal, aki lekoptatja, de ő mindenképpen szeretne egy második randit. Alan még mindig találkozgat Paulával, ráadásul az exneje, Rachel is elkezd ráhajtani. Az epizód végén Walden összegzi a történéseket a Karácsonyi lidércnyomás című film stílusában. Az epizód címe: Jenny koktélt készít magának, hogy lenyugodjon. |     |                                                                                             |               |                                          |              |
| 235. | 11. | És nem is sokkolták meg a puncimat (Tazed in the Lady Nuts)                                 | James Widdoes | 2014. január 2. 2015. augusztus 28.      | 8,74 millió  |
| Egy kávézóban Alan arról mesél Waldennek, mennyire fél a nyilvános vécéktől. Walden találkozik korábbi munkatársával, Nicole-lal, akit annak idején kirúgott. Most ő az, aki új munkát ajánl neki, amit végül elfogad. Vele együtt megismeri Barryt is, aki az egekig magasztalja Waldent. A munkakapcsolat most sem tart sokáig, mert Walden jobban szereti az önálló munkavégzést. Jennynek nehezére esik kifejezni az érzelmeit Brooke felé. Alan táborozni megy Jennyvel és Brooke-kal, ahol vizelés közben heréncsípi egy kullancs. Az epizód címe: Nicole mondja Waldennek, mikor az az ő "megsokkolásáról" beszél.        |     |                                                                                             |               |                                          |              |
| 236. | 12. | Baseball. Cicik. Cicik. Baseball. (Baseball. Boobs. Boobs. Baseball.)                       | James Widdoes | 2014. január 9. 2015. augusztus 31.      | 9,58 millió  |
| Miközben Nicole az új projektjén dolgozik, Walden mindent megtesz, hogy elcsábítsa. Közben Alan találkozik Larryvel és Lyndsey-vel. Larry felajánl egy randit egy ismerősével, Gwennel, amit Alan elfogad, Lyndsey bosszúságára. A dolgok jól indulnak, egészen addig, amíg ki nem derül, hogy egy swingerbuliba tartanak. Az epizód címe: Walden számítógépe mondja ki a gondolatait, amivel próbálja elterelni a figyelmét a szexről. |     |                                                                                             |               |                                          |              |
| 237. | 13. | Meg a Legfelsőbb Bíróságba (Bite Me, Supreme Court)                                         | James Widdoes | 2014. január 30. 2015. szeptember 1.     | 8,86 millió  |
| Marty megkéri Evelyn kezét, Waldent pedig felkéri tanúnak. Cserébe legénybúcsút szervez neki, sztriptíztáncosokkal, de a lányok annyira bejönnek neki, hogy lefújja az esküvőt. Alannek és Waldennek kell meggyőzniük arról, hogy ne visszakozzon. Az epizód címe: Jenny megjegyzése arról, hogy a Legfelsőbb Bíróság engedélyezte a melegházasságot, és ezzel egy újabb kifogási lehetőségtől fosztották meg. |     |                                                                                             |               |                                          |              |
| 238. | 14. | Három jégkrémlikőrt kérek (Three Fingers of Crème de Menthe)                                | James Widdoes | 2014. február 6. 2015. szeptember 2.     | 8,32 millió  |
| Alan megtudja Larrytől, hogy már két hete szakítottak Lyndsey-vel. Bár bátorító szavakat mond neki, igazából vissza akar menni Lyndsey-hez. Meg is teszi és meg akarja kérni a kezét, de elkésik: Larry ugyanezt teszi. Közben Walden be akarja bizonyítani Jennynek és Brooke-nak, hogy igenis igazi férfi, és meg tud javítani bármit a házban. Az epizód címe: Alan rendelése a bárban. |     |                                                                                             |               |                                          |              |
| 239. | 15. | Egy taxi és egy doboz penicillin (Cab Fare and a Bottle of Penicillin)                      | James Widdoes | 2014. február 27. 2015. szeptember 3.    | 10,02 millió |
| Lyndsey elküldi Alant, aki Judithnál köt ki, és részegen megkéri a kezét. Judith beleegyezik, látván a gyűrű méretét, így Waldennek kell közbelépnie, nehogy butaságot csináljanak. Közben Jenny megpróbál közelebb kerülni Brooke-hoz, ezért Walden javaslatára egy meglepetés romantikus gesztussal akar kedveskedni. Az epizód címe: Berta mondja arról, hogyan képzelte el Charlie az ideális románcot. |     |                                                                                             |               |                                          |              |
| 240. | 16. | Hogy szabaduljak meg Alan Harpertől? (How to Get Rid of Alan Harper)                        | James Widdoes | 2014. március 6. 2015. szeptember 4.     | 10,38 millió |
| Larry Alant kéri fel esküvői tanúnak, aki elkezd randizni a testvérével, Gretchen-nel, igaz, álnéven. Walden úgy érzi, Nicole megcsalja őt, ám kiderül, hogy a fickó a Google-től jött állásügyben. Walden nem akar nekik dolgozni és elköltözni San Franciscóba, ezért szakítanak. Végül Barry se megy, hanem ő is beköltözik a házba. Az epizód címe: Alan elmélkedik ezen, miután látja, mennyivel jobb az élete Jeff Erősemberként. |     |                                                                                             |               |                                          |              |
| 241. | 17. | Isten hozott, Jake! (Welcome Home, Jake)                                                    | James Widdoes | 2014. március 13. 2015. szeptember 7.    | 9,43 millió  |
| Alan és Gretchen továbbra is randizgatnak, ami zavarja Lyndsey-t, és ismét lefekszik Alannel. Közben Waldennek erőt kell vennie magán, hogy kidobja Barryt, aki munka helyett egyfolytában csak nála lebzsel és füvezik. Az epizód címe: Berta mondja Barryre, akit összetéveszt Jake-kel. |     |                                                                                             |               |                                          |              |
| 242. | 18. | West Side Story (West Side Story)                                                           | James Widdoes | 2014. április 3. 2015. szeptember 8.     | 9,23 millió  |
| Kate hazajön Kínából, és meghívja Waldent egy üzletének a megnyitójára. Miután együtt ebédelnek, úgy döntenek, hogy lefekszenek egymással, de mindketten ételmérgezést kapnak. Gretchen több időt akar együtt tölteni Alannel, amihez Barry felajánlja a házát. Közben Lyndsey tévedésből lefekszik Barryvel, Gretchen pedig bevallja Alannek, hogy az első férje óta bizalmatlan a férfiakkal. Lyndsey újra össze akar jönni Alannel, de ő nem akarja megcsalni Gretchent. Miután Barry idő előtt felbukkan a házban, Alan azt hazudja, hogy Barry a fia. Az epizód címe: Gretchen mondja társasjátékozás közben Alan tippjére. |     |                                                                                             |               |                                          |              |
| 243. | 19. | Lan Mao Shi Zai Wuding Shang (Lan Mao Shi Zai Wuding Shang)                                 | James Widdoes | 2014. április 10. 2015. szeptember 9.    | 9,55 millió  |
| Walden találkozik egy Vivian nevű stoppossal, és első látásra beleszeret. Szakít Kate-tel és a nyomába ered, de a nő elutasítja a közeledését. Közben Gretchen megtudja, hogy Alan mindvégig álnéven ismerkedett vele, ennek ellenére mégis folytatná vele a kapcsolatát. Az epizód címe: Kate mondja bele a telefonba, amikor a kínai partnere hívja. |     |                                                                                             |               |                                          |              |
| 244. | 20. | Rengeteg üzletben jártam az örmény negyedben (Lotta Delis in Little Armenia)                | James Widdoes | 2014. április 24. 2015. szeptember 10.   | 9,35 millió  |
| Walden Dr. Freemanhez fordul a nőkkel kapcsolatos problémái miatt, miközben Alan megpróbálja újraindítani a csontkovács-praxisát. Mivel Dr. Freeman azt javasolja, hogy próbáljon meg több nővel randizni, mielőtt megtalálná az igazit, Walden bepróbálkozik Alan egyik páciensénél. Ez olyan fényesen sikerül, hogy Alan kihasználja a jövőbeli ügyfeleinél is, Walden tudta nélkül. Az epizód címe: Alannek mondja az egyik kliense, hogy látta az örmény negyed egyik kisboltjában a hirdetését. |     |                                                                                             |               |                                          |              |
| 245. | 21. | Dial 1-900-MIX-A-LOT (Dial 1-900-MIX-A-LOT)                                                 | James Widdoes | 2014. május 1. 2015. szeptember 11.      | 8,97 millió  |
| Gretchen azt akarja, hogy vallja be Larrynek, ki is ő valójában, amit Lyndsey, két héttel az esküvő előtt, nem szeretne. Gretchen úgy érzi, hogy Alan nem is őt szereti, ennek ellenére mindenki füle hallatára, az igazi nevén megkéri a kezét. Walden megtalálja az apja régi kocsiját, amin vezetni tanult, így elindul Coloradóba Jennyvel és Barryvel, hogy visszavásárolja. Az epizód címe: Gretchen énekli a "Baby Got Back"-et egy karaoke-bárban. |     |                                                                                             |               |                                          |              |
| 246. | 22. | Ó, WALD-E, boldogok leszünk együtt! (Oh WALD-E, Good Times Ahead)                           | James Widdoes | 2014. május 8. 2015. szeptember 14.      | 8,35 millió  |
| Gretchen igent mond, Larry viszont szakít Lyndseyvel, mikor kiderül számára az igazság. Alanék megteszik az esküvői előkészületeket az elmaradt esküvő helyett, de ott galiba galibát követ. Végül Gretchen elhagyja Alant az exférje kedvéért, és ismét Walden házában köt ki. Az epizód végén a karakterek áttörik a negyedik falat és a sorozatra kezdenek el utalgatni. Az epizód címe: Walden mondja a beszélő intelligens robotjának. |     |                                                                                             |               |                                          |              |

## Tizenkettedik évad (2014-2015)
| Sor. | Év.    | Cím                                                                        | Rendező       | Premier                                 | Nézettség    |
| --- | ------ | -------------------------------------------------------------------------- | ------------- | --------------------------------------- | ------------ |
| 247. | 1.     | A jó öreg mexikói spenót (The Ol' Mexican Spinach)                         | James Widdoes | 2014. október 30. 2015. szeptember 15.  | 10,29 millió |
| Halloween-partira készülés közben Walden elszenved egy kisebb szívrohamot. A kórházban döbben rá, hogy nem teljes az élete, és örökbe akar fogadni egy gyereket. Egy jogásszal folytatott megbeszélés során megtudja, hogy az egyedülálló apukák gyakorlatilag nem fogadhatnak örökbe. Mivel a nők terén kudarcot kudarcra halmozott, így úgy dönt, Alant veszi el. Az epizód címe: Alan utal arra, hogy Walden szeret füvet szívni. |        |                                                                            |               |                                         |              |
| 248. | 2.     | Egy menő bár Ibizán (A Chic Bar in Ibiza)                                  | James Widdoes | 2014. november 6. 2015. szeptember 16.  | 9,12 millió  |
| Alan igent mond, amin mindenki megdöbben. Miközben az esküvőt tervezgetik, Walden házasság előtti szerződést akar aláíratni vele, ami miatt bizalmatlan lesz. Végül megtartják a lagzit, amin maga Michael Bolton énekel. Az epizód címe: Alan gondolkodik azon, hogy a Bíróság az egy bár-e. |        |                                                                            |               |                                         |              |
| 249. | 3.     | Ha elmegyünk valahová kirándulni (Glamping in a Yurt)                      | James Widdoes | 2014. november 13. 2015. szeptember 17. | 8,75 millió  |
| Walden és Alan készek találkozni a szociális munkással, Ms. McMartinnal. Hogy nagyobb sikerük legyen, elkezdenek úgy viselkedni, mint a melegek. Lyndsey visszatér az elvonóról, és újra össze szeretne jönni Alannel, és megdöbben, amikor szembesül a dolgokkal. Majdnem tönkreteszi a szociális munkás látogatását, de Jenny megmenti a helyzetet, s így végül megkapják a jóváhagyást az adoptálásra. Az epizód címe: Alan mondja a szociális munkásnak, hogy miket szoktak csinálni Waldennel. |        |                                                                            |               |                                         |              |
| 250. | 4.     | Kilencven-százötvenöt-kilencven (Thirty-Eight, Sixty-Two, Thirty-Eight)    | James Widdoes | 2014. november 20. 2015. szeptember 18. | 8,62 millió  |
| Walden bababiztosítja a házat, és felkeres egy Kathy nevű lányt, aki nem szeretné megtartani a gyerekét. Már-már úgy tűnik, hogy ő lesz az, akit örökbefogadhatnak, de Kathy mégis inkább megtartja őt. Az epizód címe: Alan leírása a tökéletes nőről. |        |                                                                            |               |                                         |              |
| 251. | 5.     | Tucc-tucc-tucc (Oontz. Oontz. Oontz.)                                      | James Widdoes | 2014. november 27. 2015. szeptember 21. | 6,93 millió  |
| Ms. McMartin javaslatára a képbe kerül egy hatéves kisfiú, Louis, egyelőre csak a hétvégére, próbaidőre. Walden nagyon igyekszik, de a dolgok sajnos nem akarnak túl jól működni, mert a kisfiú bizalmatlan. Végül Berta oldja meg a helyzetet, amikor felfedi, hogy ő is árva volt. Az epizód címe: Walden imitálja az elektronikus zenét. |        |                                                                            |               |                                         |              |
| 252. | 6.     | Alan lelőtt egy kislányt (Alan Shot a Little Girl)                         | Jon Cryer     | 2014. december 4. 2015. szeptember 22.  | 8,1 millió   |
| Ms. McMartin figyelmezteti Alant és Waldent, hogy mivel Louist már többször próbálták örökbefogadni, de mindig elhagyták, ezért viselkedészavaros lehet. Ez meg is mutatkozik, amikor a fiú megpróbálja kettejüket egymás ellen fordítani, hogy a maga javára használja ki a helyzetet. Az epizód címe: Louis meséli el Waldennek, mit csinált Alan a lézerharcteremben. |        |                                                                            |               |                                         |              |
| 253. | 7.     | Akkor én is az animációs Ed Asnerre buknék (Sex with an Animated Ed Asner) | James Widdoes | 2014. december 11. 2015. szeptember 23. | 9,3 millió   |
| Alant és Waldent lefárasztja Louis, ezért játszóházba viszik, hogy találkozzon más gyerekekkel. Megismerkednek három gyerekes anyukával, akivel együtt töltik a délutánt. Miközben Alan a meleg férfit játssza, az egyikükkel, Laurellel, Walden közelebbi kapcsolatba is kerül. Egy este bulizni mennének az anyukákkal, de Louis beteg lesz, ezért Walden otthon marad. Legnagyobb meglepetésre Laurel beállít hozzá, és együtt töltik az éjszakát. Bár bevallja neki az igazat, nem történik köztük semmi. Eközben Alan estéje is egész jól alakul. Az epizód címe: Walden elcsodálkozik azon, hogy Laurel az Ed Asner által szinkronizált karakterre bukik a "Fel" című filmből. |        |                                                                            |               |                                         |              |
| 254. | 8.     | Család, Bublé, átsült pulyka (Family, Bublé, Deep-Fried Turkey)            | James Widdoes | 2014. december 18. 2015. szeptember 24. | 8,8 millió   |
| Karácsony este Rose felajánlja a segítségét, de Walden elküldi. Louis nem hisz a Mikulásban, mert még sosem kapott ajándékot, ezért felbérelnek egyet. Evelyn azonban szexel a Mikulással, ami miatt szívrohamot kap, és a mentők szállítják el. Ráadásul Alan sóhersége miatt az ajándékba szánt bicikli is összeszereletlenül hever a dobozban. Másnap aztán Rose, a titkos Mikulás, mindent elrendez, hogy szép karácsonyuk lehessen. Egy kakukkosórát ad ajándékba Waldennek - nem tudván, hogy abban egy kamera van elrejtve. Az epizód címe: Walden összefoglalója arról, miről is szól a karácsony. |        |                                                                            |               |                                         |              |
| 255. | 9.     | Ugri, bugri, ugri, Lyndsey (Bouncy, Bouncy, Bouncy, Lyndsey)               | James Widdoes | 2015. január 8. 2015. szeptember 25.    | 10,07 millió |
| Laurel átmegy a kislányával Waldenhez, hogy ők szexelhessenek, de nem lesz nyugtuk, ezért hotelbe mennek, míg bébiszitter vigyáz a srácokra. Ott összevesznek, mert egymás gyerekére tesznek megjegyzéseket.Közben Herb meginvitálja Alant a jógaórákra, ahol találkozhat nőkkel is - történetesen Lyndseyvel, akivel Herb is lefeküdt. Az epizód címe: Alan észreveszi Lyndseyt egy konditeremben. |        |                                                                            |               |                                         |              |
| 256. | 10.    | Máris megyek, nadrág! (Here I Come, Pants!)                                | James Widdoes | 2015. január 15. 2015. szeptember 28.   | 9,38 millió  |
| Ms. McMartin rájön, hogy Alan és Walden csak megjátsszák magukat, és el akarja tőlük venni Louist. Ám miután Alan lefekszik vele, és látja, hogy a kisfiú milyen boldog velük, beleegyezik, hogy náluk maradhasson. Az epizód címe: a nadrág nélküli Walden próbálja magát leplezni. |        |                                                                            |               |                                         |              |
| 257. | 11.    | Mindenkivel szexelek, aki hagyja (For Whom the Booty Calls)                | James Widdoes | 2015. január 22. 2015. szeptember 29.   | 9,31 millió  |
| Walden mérges lesz, amikor rájön, hogy Alan lefeküdt Ms. McMartinnal, mert úgy véli, ez veszélyeztetheti az adoptálást. Megismerkedik pár hozzá hasonló apával, és a társaságukban örül, hogy egy kicsit Alan nélkül lehet. Megpróbálja őt távol tartani a csoporttól, de a tagok megkedvelik őt. Az epizód címe: Alan henceg arról, hogy lefeküdt Ms. McMartinnal. |        |                                                                            |               |                                         |              |
| 258. | 12.    | Olyan, mint amit sörtésztában sütnek ki (A Beer-Battered Rip-Off)          | James Widdoes | 2015. január 29. 2015. szeptember 30.   | 9,71 millió  |
| Lyndsey és Alan újrakezdenék, ám ott van még Ms. McMartin is, akivel továbbra is randizik. Amikor szakítani akar vele, a nő váratlanul éjszakai rutinellenőrzést hajt végre, ami veszélyezteti az örökbefogadást. Megoldásként Walden lefekszik Ms. McMartinnal, így most már vele van a nő, Alan pedig újra összejöhet Lyndseyvel. Az epizód címe: Alan leírása a halról, amit Ms. McMartinnal evett egy étteremben. |        |                                                                            |               |                                         |              |
| 259. | 13.    | A vén kujon imádta a prostikat (Boompa Loved His Hookers)                  | James Widdoes | 2015. február 5. 2015. október 1.       | 9,39 millió  |
| Alan és Lyndsey összeköltöznének, de Alannek a tengerparti ház az etalon, ezért ez végül meghiúsul, és újra szakítanak. Walden és Ms. McMartin szakítanak, de hivatalosan is örökbefogadhatja Louist. Miután mindkét férfi megijed, hogy egyedül marad, újra megkeresik a nőket, és bevallják nekik, hogy szeretik őket. Az epizód címe: Walden megjegyzése a nagyapjáról. |        |                                                                            |               |                                         |              |
| 260. | 14.    | Nem adunk majomnak stukkert (Don't Give a Monkey a Gun)                    | James Widdoes | 2015. február 12. 2015. október 2.      | 9,33 millió  |
| Walden úgy dönt, hogy elválik Alantől, hogy mindketten szabadon élhessenek. A sok segítségért cserébe Alan bármit kérhet, és ő egy Ferrarit választ, ami miatt Lyndsey dühös, mert ő így kimaradt mindenből. Alan megkéri Lyndsey kezét, a nő pedig igent mond, miközben Walden megretten, hogy egyedül marad a hatalmas házban. Az epizód címe: Walden megjegyzése arról, hogy Alannek lehetősége van rossz döntéseket hozni. |        |                                                                            |               |                                         |              |
| 261-262. | 15-16. | Naná, hogy halott! (Of Course He's Dead)                                   | James Widdoes | 2015. február 19. 2015. október 5-6.    | 13,52 millió |
| Sorozatzáró dupla epizód. Alan megpróbálja a Charlie halála óta beszedetlen 2,5 millió dolláros jogdíjat bezsebelni a dalai után. Ám ez nem sikerül, mert Charlie halálára az egyetlen bizonyíték Rose szava. Hamarosan kiderül, hogy Charlie mégiscsak életben lehet, miután rejtélyes csekkek, fenyegetések, és csomagok érkeznek a házba, és ezek mind Charlie-ra utalnak. Rose bevallja, hogy csak megjátszotta Charlie halálát, és mindeddig egy pincében tartotta őt bezárva, agymosás alatt. Miközben Alan és Walden a rendőrség segítségét kérik, Jake hazalátogat, és közli, hogy kilépett a seregből, letelepedett Japánban, és milliomos lett. A rendőrség elkap egy gyanús alakot, de az nem Charlie, hanem Christian Slater. Az igazi Charlie épp a ház felé tart, miközben helikopterrel hozzák a zongoráját. Mielőtt becsengetne, a zongora ráesik a fejére és agyonüti őt. A kamera ezután eltávolodik, és a sorozat producerét, Chuck Lorre-t mutatja, akinek a fejére szintén egy zongora esik. Az epizód tele van pillanatokkal, amikor a szereplők áttörik a negyedik falat és reflektálnak saját magukra vagy a sorozat történetére. Az epizód címe: Alan válasza Waldennek arról, hogy Charlie tényleg halott-e. |        |                                                                            |               |                                         |              |

## Fordítás
- Ez a szócikk részben vagy egészben  a   List of Two and a Half Men episodes című angol Wikipédia-szócikk fordításán alapul.  Az eredeti cikk szerkesztőit annak laptörténete sorolja fel. Ez a jelzés csupán a megfogalmazás eredetét és a szerzői jogokat jelzi, nem szolgál a cikkben szereplő információk forrásmegjelöléseként.

## További információ
- Hivatalos oldal
- Magyar rajongói oldal